# Styles de gratte-ciel
On peut répartir les gratte-ciel en plusieurs périodes ou styles. 
On peut distinguer trois grandes périodes dans le style architectural des gratte-ciel.
Des origines aux années 1930, il y a différents styles qui font souvent référence à l'histoire architecturale de l'Europe (style néogothique, style néoclassique, style art déco).
À partir des années 1940 jusqu'aux années 1980, le style dit 'international' s'impose avec une abondance de lignes droites et une très large utilisation du verre.
Depuis les années 1980, la forme géométrique des gratte-ciel se complexifie, le style international n'est plus le style dominant, les styles post-moderne et « moderne » se développent.

## Style Beaux-arts

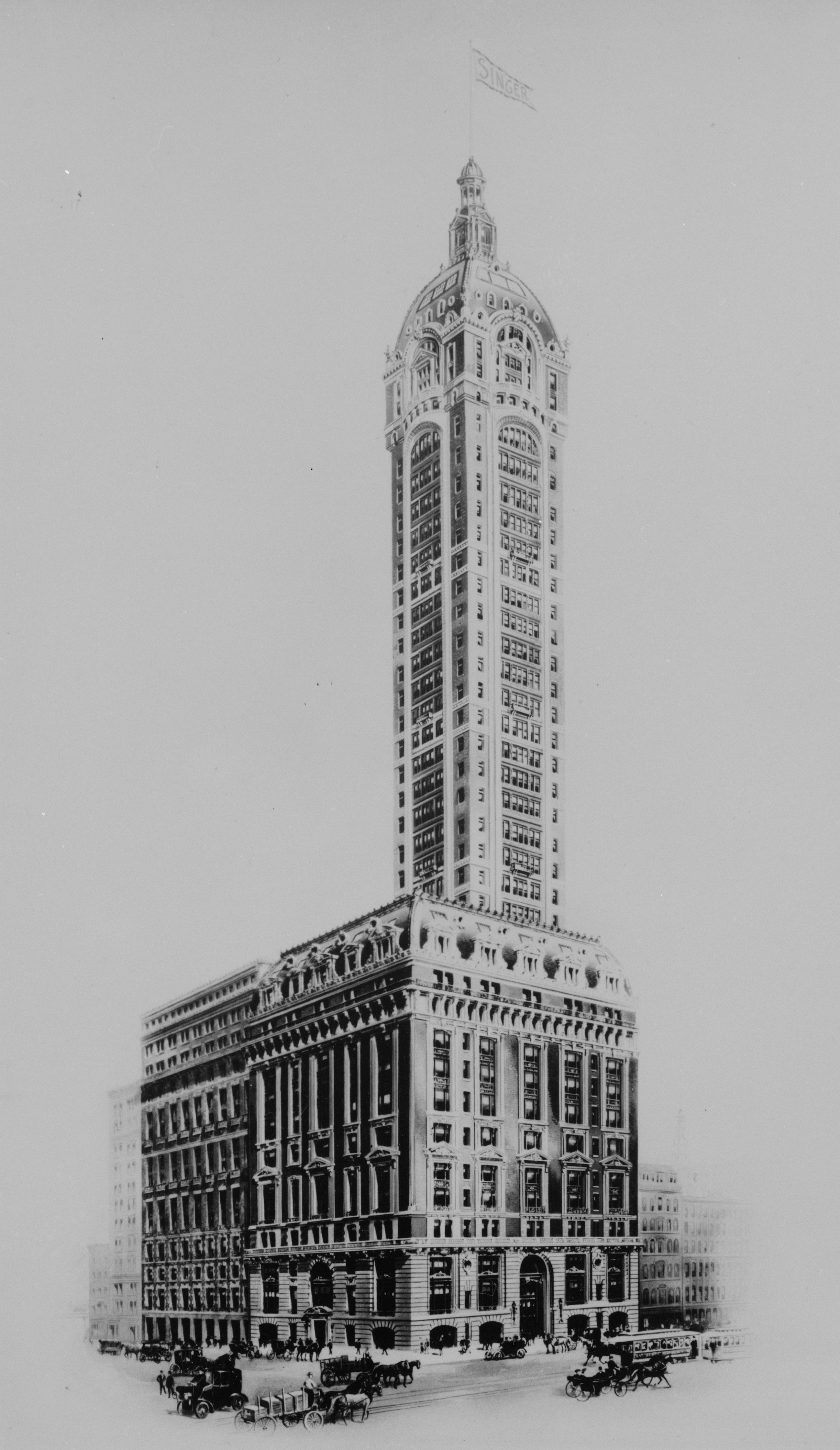
Singer Building à New York, style Beaux-Art.

L'Opéra Garnier ou la gare du Musée d'Orsay sont des exemples d'architecture beaux-arts qui s'inspire en partie de l'exubérance du baroque tout en gardant certaines éléments du style classique. L'ornementation est extrêmement riche. Ce style nommé d'après l'école des beaux-arts de Paris a duré approximativement de 1870 à 1930. Certains gratte-ciel d'avant guerre aux États-Unis sont inspirés de ce style.
- Park Row Building, New York, 1899
- Flatiron Building, New York, 1902
- Singer Building, New York, 1908-1968
- Whitehall Building Annex, New York, 1911
- Candler Building,  New York, 1912
- Manhattan Municipal Building, New York, 1914
- Capitol One Bank Building (Hibernia Bank Building), New Orleans, Louisiane, 1921
- Ritz Hotel Tower, New York, 1926
- Helmsley building, New York, 1929
- Terminal Tower, Cleveland, 1930

Voir aussi Style Beaux-Arts

## Style néo-classique

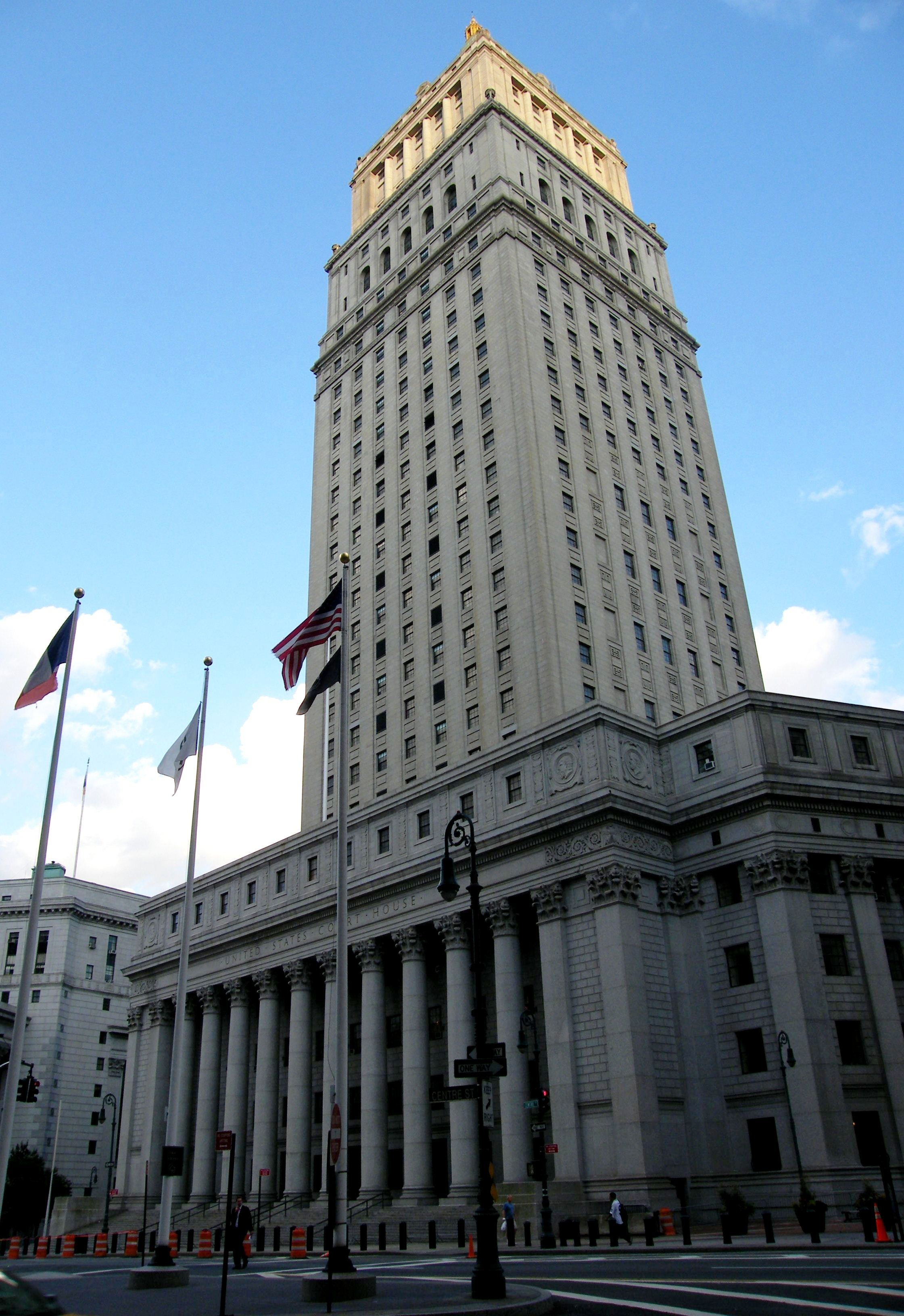
Thurgood Marshall United State Courthouse à New York, style néo-classique.

Le Capitole des États-Unis est un exemple typique d'architecture néo-classique qui se caractérise par l'utilisation d'éléments gréco-romains; colonnes, fronton, colonnades, arches, plans symétriques. Ce style est apparu au milieu du XVIIIe siècle et a duré jusqu'au milieu du XXe siècle. Beaucoup de gratte-ciel d'Amérique du Nord s'en sont inspirés jusque dans les années 1930. Certains gratte-ciel du XXIe siècle s'en inspirent encore.
- Oliver Building, Pittsburgh, 106 mètres, 1910
- 14 Wall Street, New York, 164 mètres, 1912
- PNC Tower, Cincinnati, 151 mètres, 1913
- Smith Tower, Seattle, 141 mètres, 1914
- Custom House Tower, Boston, 1915
- Travelers Tower, Hartford, 161 mètres, 1919
- 26 Broadway, New York, 159 mètres, 1924
- Édifice Sun Life, Montréal, 121 mètres, 1928
- Dade County Courthouse, Miami, 110 mètres, 1928
- National Newark Building, Newark (New Jersey), 142 mètres, 1931
- Thurgood Marshall United State Courthouse, New York, 180 mètres, 1936, architecte cass Gilbert
- Immeuble Espagne, Madrid, 117 mètres, 1953
- Thomas Eagleton Courthouse, Saint-Louis, 2000

## Style néogothique

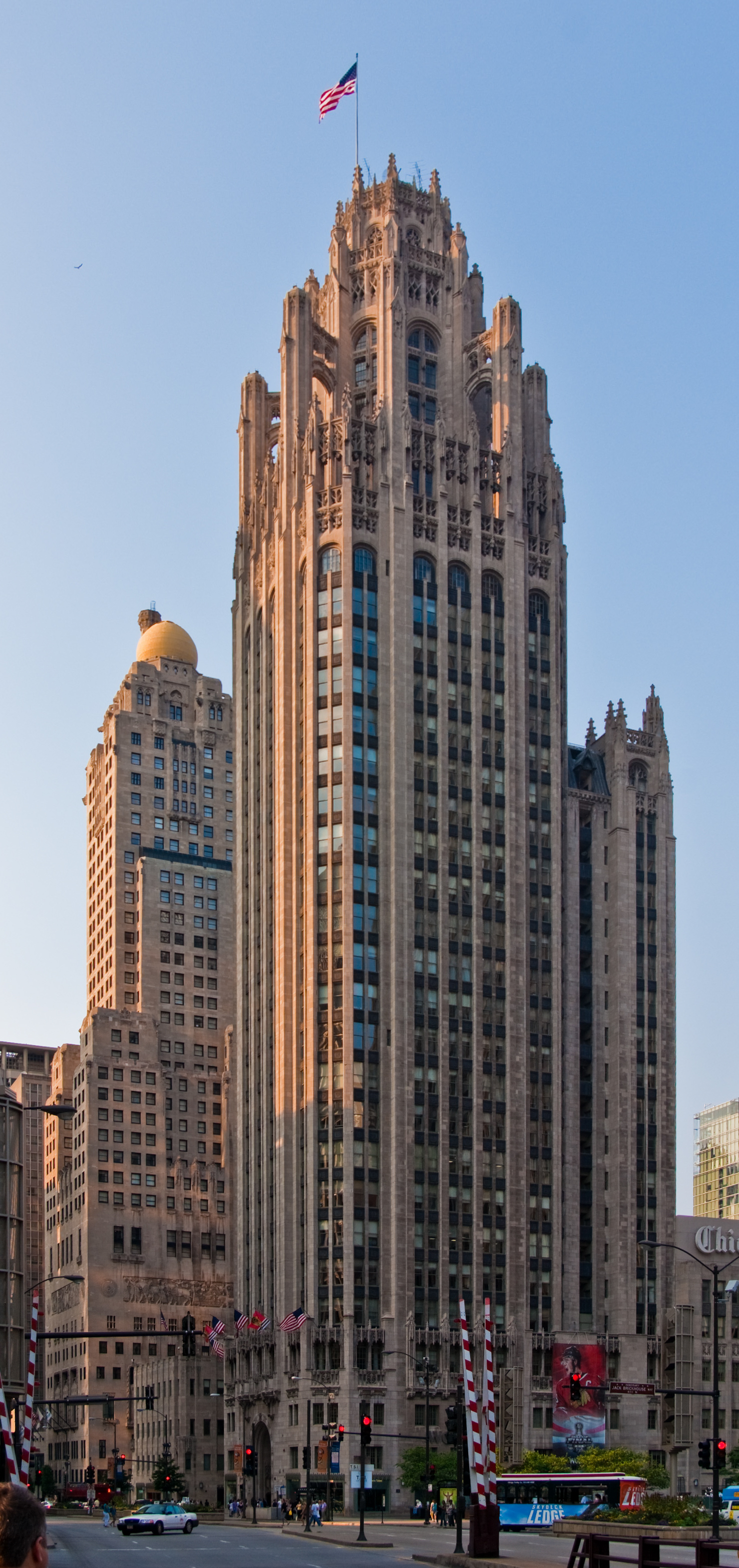
Tribune Tower à Chicago, style néogothique.

Assez fréquent aux États-Unis jusque dans les années 1930. Très rare aujourd'hui. Ce style ne s'inspire pas seulement des cathédrales gothiques mais aussi de bâtiments profanes comme les beffrois.
- Woolworth Building, New York, 241 m, 1913
- Bryant Park Hotel, New York, 103 m, 1924
- Tribune Tower, Chicago, 141 m, 1925.
- Hotel Sherry Netherland, New York, 171 m, 1927
- Pittsfield Building, Chicago, 168 m, 1927
- Philtower, Tulsa, 105 m, 1927
- Mather Tower, Chicago, 141 m, 1928
- New York Life Building, New York, 187 m, 1928
- Shell Building, San Francisco, 115 m, 1929
- Tower Life Building, San Antonio, 123 m, 1929
- Cathedral of Learning, Pittsburgh, 163 m, 1936
- Lincoln Financial Building, Greensboro (États-Unis), 1990

## StyleArt déco

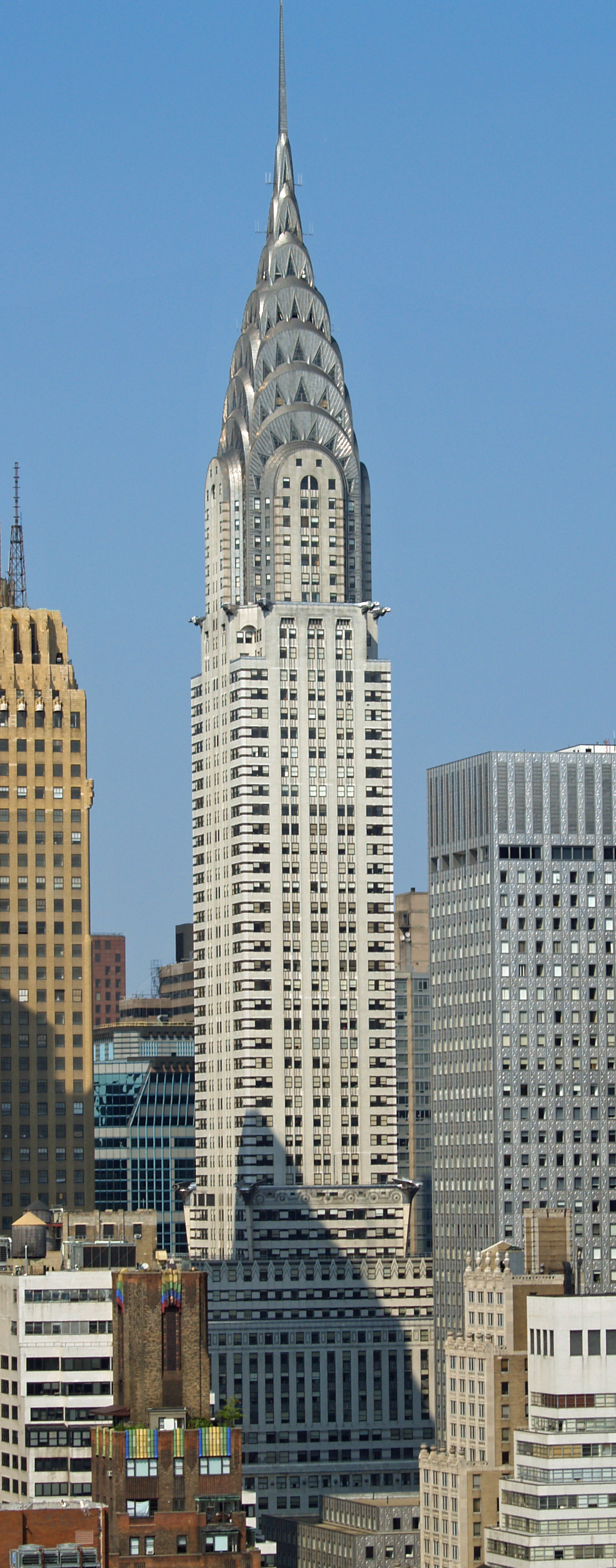
Chrysler Building à New York, style Art déco.

Le Chrysler Building et l'Empire State Building sont deux bons exemples de ce style apparu dans les années 1920 avec la tenue en 1925 à Paris de l'Exposition internationale des arts décoratifs et industriels modernes.
Ce style a des racines dans les élans de l'architecture gothique mais avec la simplicité et la sobriété de l'architecture moderne. Les gratte-ciel Art déco utilisent souvent des décorations (comme le nom 'art déco' l'implique) voire des gargouilles comme c'est le cas du Chrysler Building.
À la différence d'autres bâtiments les gratte-ciel Art déco ont des formes souvent effilés avec des parties en retraits pour les étages supérieurs comme c'est le cas de l'Empire State Building.
Les revêtements et les façades sont souvent en briques ou en calcaire.
Après une très longue éclipse à partir des années 1940 ce style a été repris dans les années 2000 pour certains immeubles.
- Los Angeles City Hall, Los Angeles, 138 m, 1928
- Guardian Building, Detroit (Michigan), 151 mètres, 1929
- Daily News Building, New York, 145 mètres, 1930
- Chicago Board of Trade Building, Chicago, 184 mètres, 1930
- Chrysler Building, New York, 292 m (sans la flèche), 1930
- Empire State Building, New York, 381 mètres, 1931
- 570 Lexington Avenue, New York, 195 m, 1931
- Buffalo City Hall, Buffalo (États-Unis), 115 mètres, 1931
- Capitole de l'État de Louisiane, Bâton-Rouge, (États-Unis), 140 mètres, 1932
- Édifice Kavanagh, Buenos Aires, 120 mètres, 1936
- Parkview Square, Singapour, 144 mètres, 2002
- Hearst Tower (Charlotte), États-Unis, 201 mètres, 2002
- Al Kazim Towers, Dubaï, 265 m, 2008

Voir aussi Art déco

## Style modernisme précoce

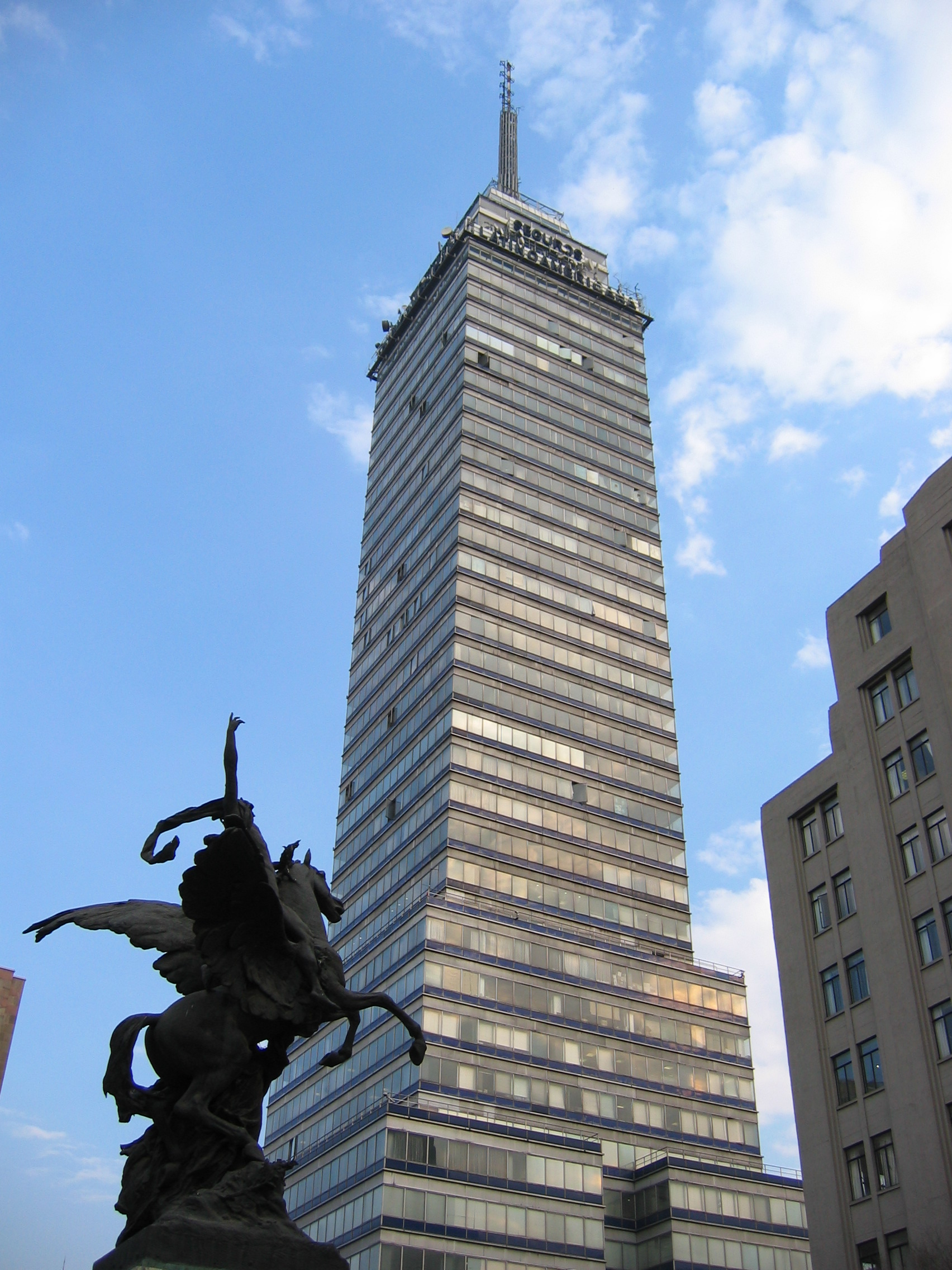
Torre Latinoamericana à Mexico, style modernisme précoce.

Ce style apparu dans les années 1930 représente un stade intermédiaire entre la complexité des styles historiques antérieurs (néoclassique et néogothique) et la simplicité des formes du style international. Les bâtiments de ce type gardent des éléments des styles historiques antérieurs mais empruntent au style international des lignes lisses et droites, ont des formes cassés avec des masses distinctes, des ailes et des côtés ouverts. Ce style a duré jusque dans les années 1950. La tour Perret à Amiens en est un exemple.
- Loews Philadelphia Hotel, Philadelphie, États-Unis, 1932
- Edificio Alas, Buenos Aires, Argentine, 1950
- Tour Perret, Amiens, France, 1952
- Torre Latinoamericana, Mexico, Mexique, 1956
- Torre de Madrid, Madrid, Espagne, 1957
- Shell Centre, Londres, Royaume-Uni, 1962
- Édifice Hydro-Québec, Montréal, 1962

voir aussi Mouvement moderne

## Style stalinien

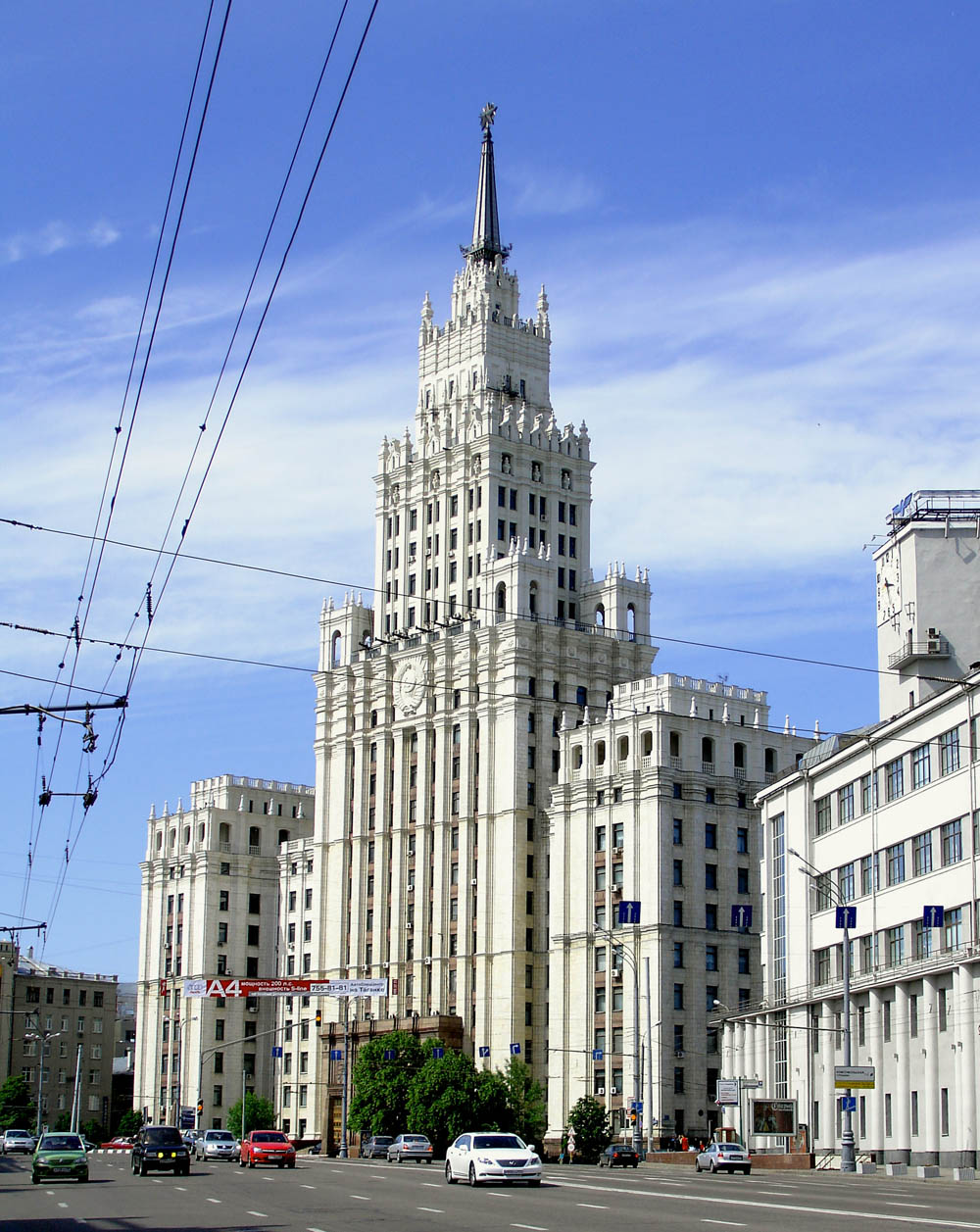
La tour du ministère soviétique de l'Industrie lourde, Moscou, style stalinien.

Ce style a été en vigueur essentiellement de 1945 à 1960 (et en particulier à Moscou ou dans de grandes villes du monde communiste) bien que certains immeubles construits dans les années 2000 dans l'ex URSS s'en inspirent encore. Les immeubles de ce style sont très fortement symétriques, sont souvent coiffés par une importante flèche et mettent fortement l'accent sur les lignes verticales.
L'université d'État de Moscou est un des plus importants exemples de ce style d'architecture dont des exemples existent aussi à Varsovie, à Riga, etc.
- Université de Moscou, Moscou, Russie, 1953
- Hotel Ukraine, Moscou, Russie, 1955
- Tour du ministère soviétique de l'Industrie lourde, Moscou, 1953

Voir Gratte-ciel staliniens

## Style international

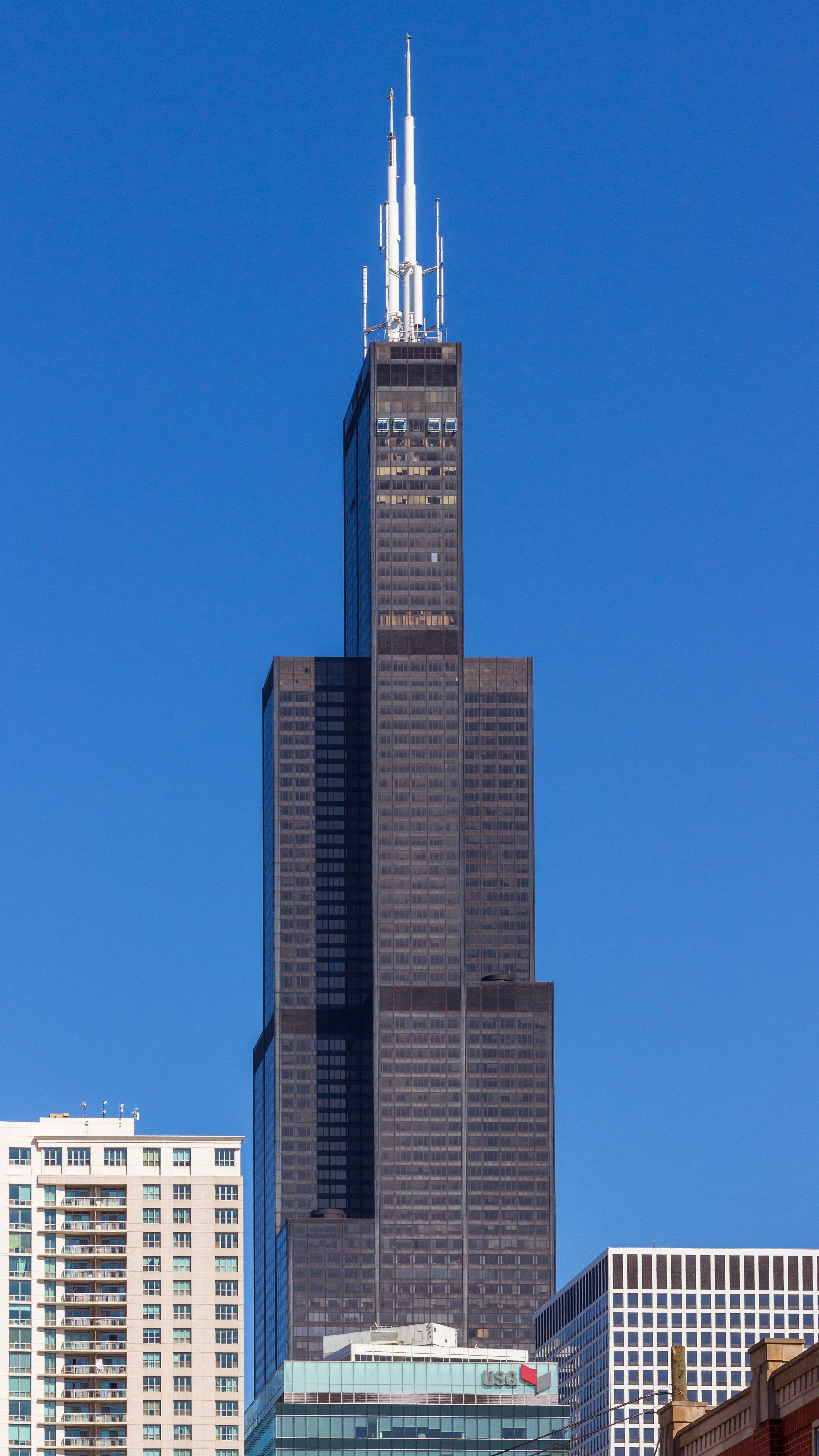
Willis Tower (ex-Sears Tower), Chicago, style international.

Ce style est apparu dans les années 1950 avec des architectes comme Walter Gropius et Mies van der Rohe. La tour Montparnasse à Paris est un exemple de ce style qui se caractérise par un certain minimalisme, une simplicité et un fonctionnalisme, des lignes droites, des toits plats, et une large utilisation du verre et de l'acier. Le style international permet de réduire le coût de construction au minimum, la fonction étant privilégiée au détriment de l'esthétique.
Le style international a été le modèle dominant des gratte-ciel des années 1950 au milieu des années 1980. Surexploité, ce style devient synonyme d'absence de recherche esthétique et finit par être rejeté par le public et les architectes qui le surnomment « box style ». Il est alors de plus en plus refusé par les conseils d'urbanismes. Il est utilisé de plus en plus rarement aujourd'hui.
- Seagram Building, New York, États-Unis, 1958
- Appartements 860 et 880 Lake Shore Drive, Chicago, États-Unis, 1951
- Siège des Nations unies, New York, États-Unis, 1952
- One Prudential Plaza, Chicago, États-Unis, 1955
- One Chase Manhattan Plaza, New York, États-Unis, 1961
- World Trade Center, New York, États-Unis, 1972, 1973
- Willis Tower (ex Sears Tower), Chicago, États-Unis, 1973
- Tour Égée, Courbevoie (La défense), France 1999

Voir Style international

## Style brutaliste

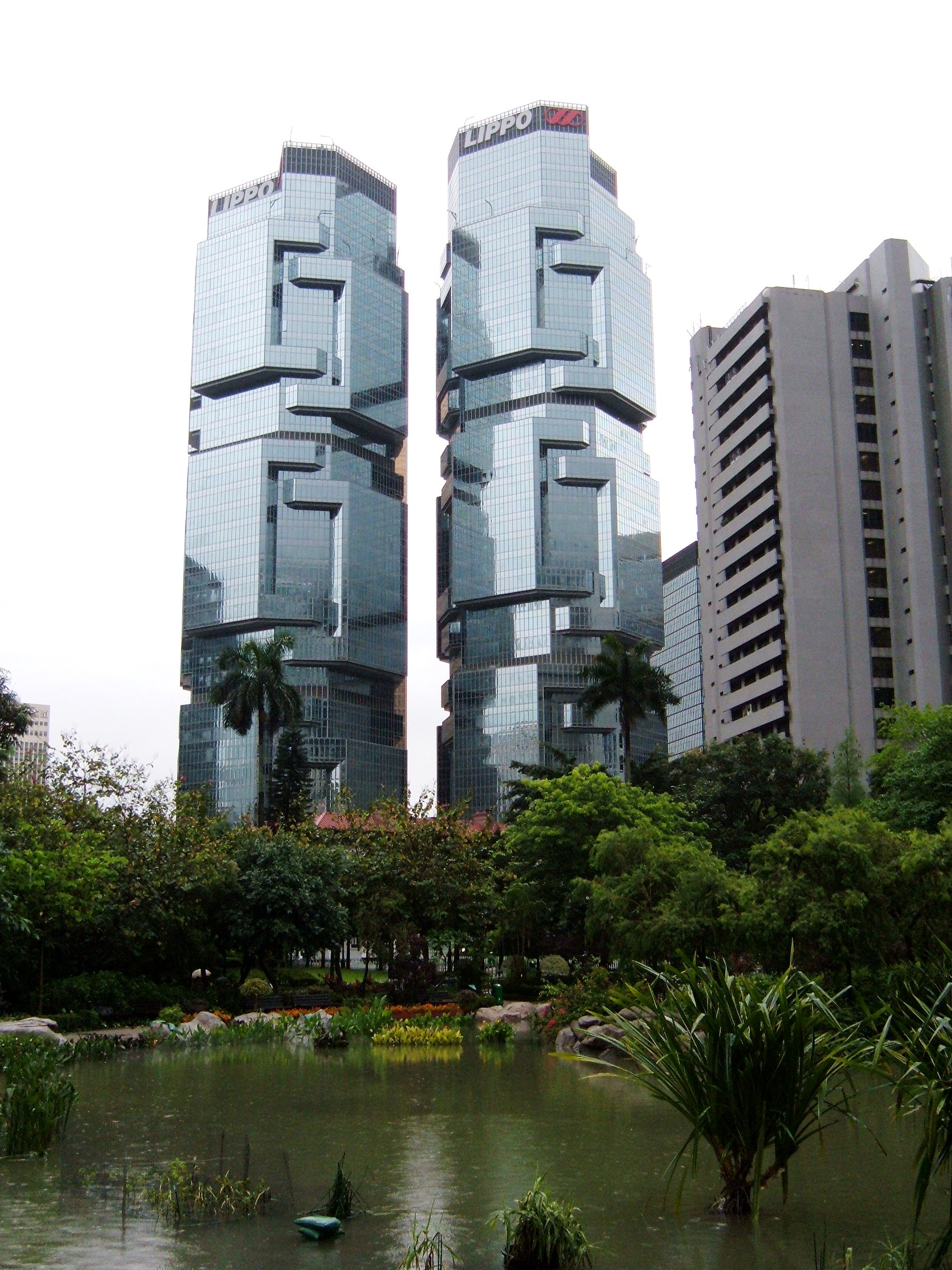
Lippo Centre à Hong Kong, style brutaliste.

Ce style apparu dans les années 1950 utilise des formes massives et lourdes préférant une image de force à une image d'élégance. Style rarement utilisé aujourd'hui.
- Tour Velasca, Milan, 106 mètres, 1958
- AT&T Long Lines Building, New York,  168 mètres, 1974
- OCBC Centre, Singapour, 198 mètres, 1976
- Tour Totem, Paris, France, 100 mètres, 1979
- Tour Genex, Belgrade, Serbie, 115 mètres, 1980
- Banque centrale du Brésil, Brasilia, Brésil, 101 mètres, 1981
- Warwick Towers, Houston, 110 mètres, 1983
- Marriott Marquis Hotel, Atlanta, 169 mètres, 1985
- New York Marriott Marquis, New York,  175 mètres, 1985
- Lippo Centre, Hong Kong, 172 mètres, 1988

Voir aussi Brutalisme

## Style high-tech

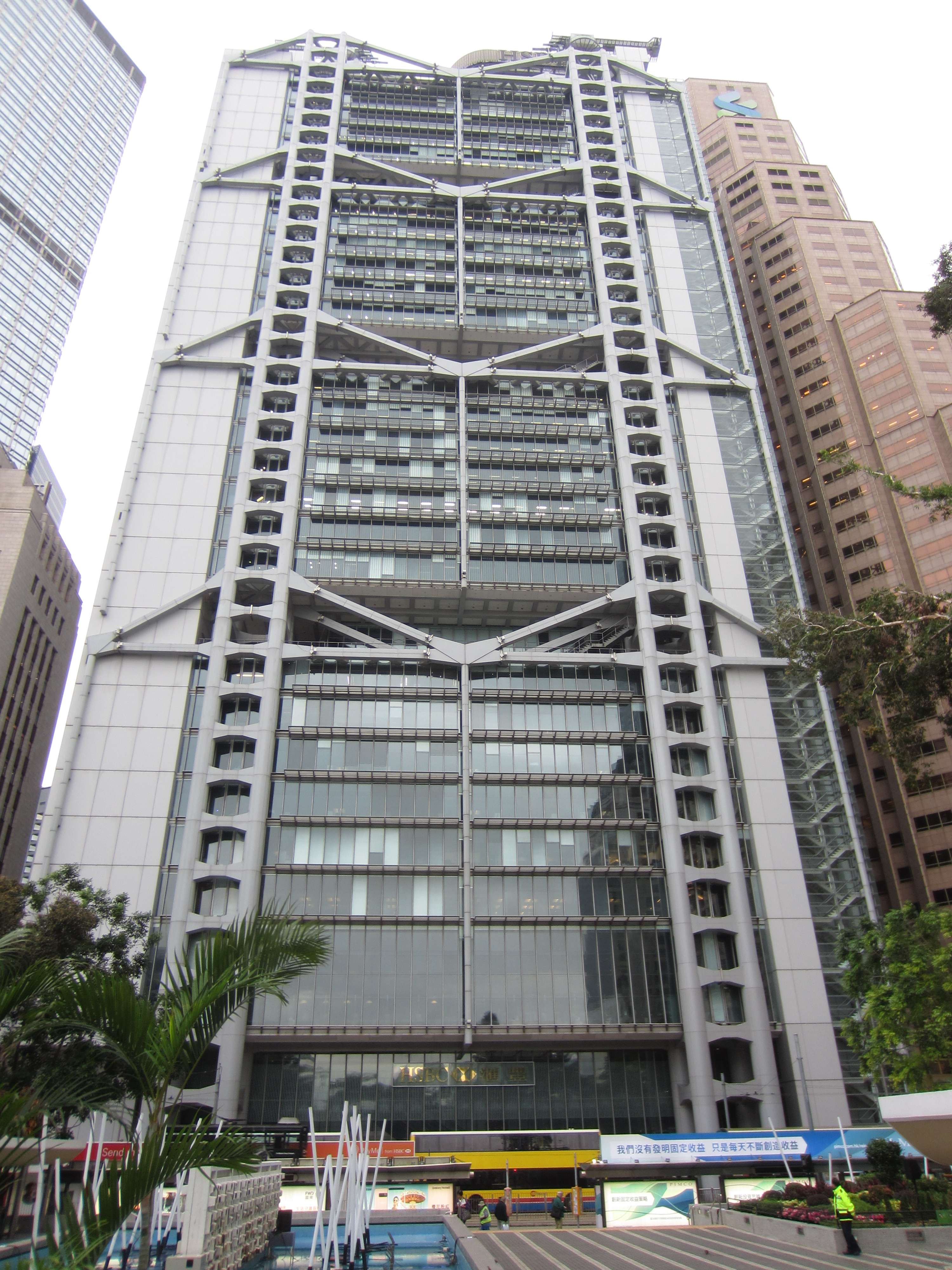
HSBC Main Building, Hong Kong, architecte Norman Foster, style high-tech.

Le Centre Pompidou à Paris est l'un des meilleurs exemples de ce style, apparu à la fin des années 1960.
Appelé aussi "techno-architecture" ce style se caractérise par des immeubles qui montrent à l'extérieur leurs éléments structuraux. Certains détails relèvent du style international. Parmi les particularités on trouve une charpente extériorisée, des formes très complexes nécessitant une ingénierie inhabituelle, des structures souvent métalliques.
Parmi les exemples de ce style :
- 875 North Michigan Avenue, Chicago, 344 mètres, 1969.
- US Steel Tower, Pittsburgh, 256 mètres, 1970.
- HSBC Main Building,  Hong Kong, 179 mètres, 1985, architecte Norman Foster
- Tour de la Banque de Chine, Hong Kong, 1990
- Hotel Arts, Barcelone, 154 mètres, 1992
- Puerta de Europa, Madrid, 114 mètres, 1996
- Commerzbank Tower, Francfort, 259 mètres, 1997, architecte Norman Foster
- Burj Al Arab, Dubaï, 321 mètres, 1999
- Jong-ro Tower,  Séoul, 132 mètres, 1999
- Al Faisaliah Center, Riyad, 267 mètres, 2000, architecte Norman Foster
- 30 St Mary Axe,  Londres, 180 mètres, 2004, architecte Norman Foster
- Hotel Hesperia Tower, L'Hospitalet de Llobregat, (Espagne), 2006
- Hearst Tower (New York), 182 mètres, 2006,  architecte Norman Foster

Les architectes Norman Foster et Renzo Piano sont des grands spécialistes de ce style.
Voir aussi Architecture high-tech

## Style postmoderniste

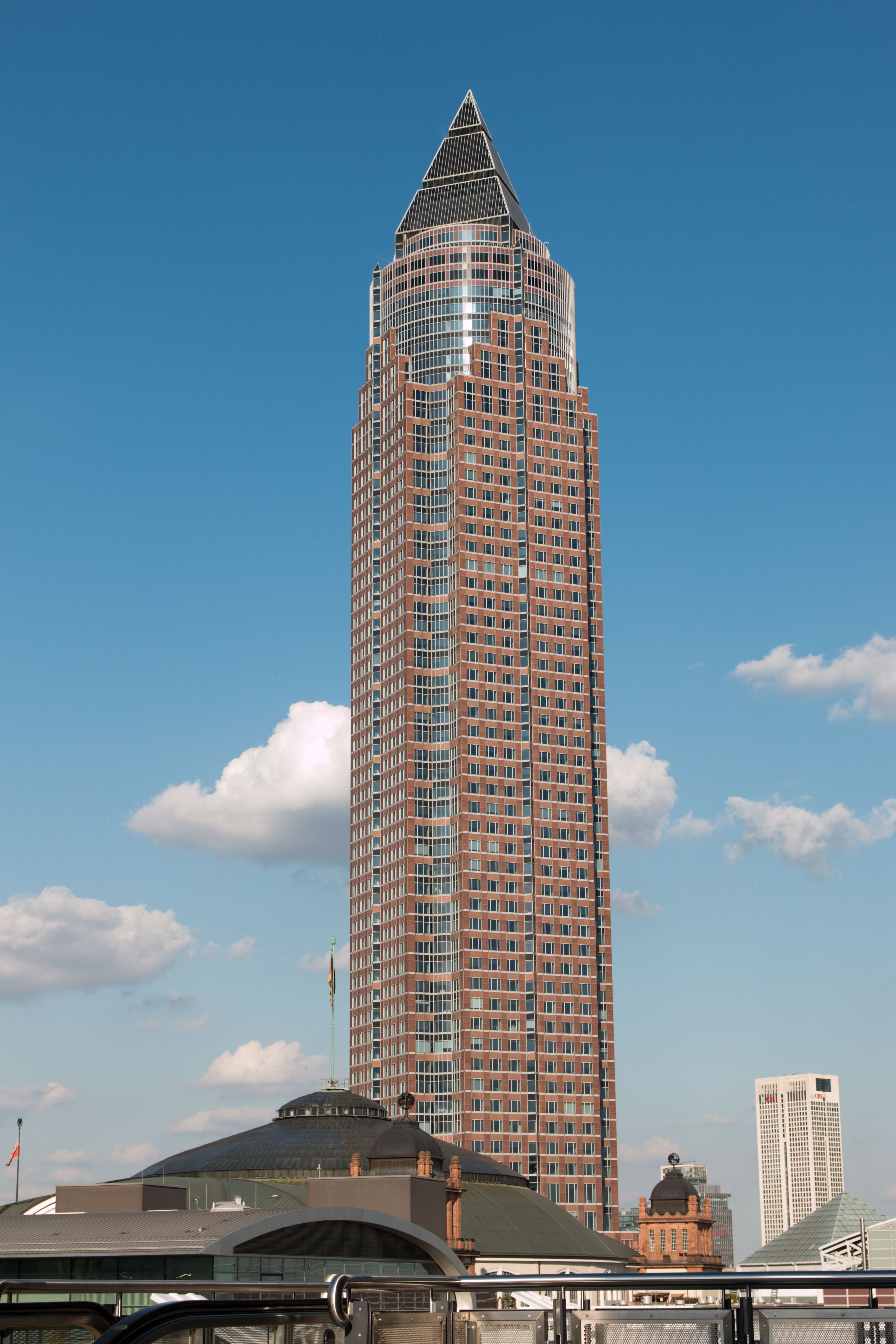
Messeturm à Frankfort, style post-moderne.

Le style postmoderniste est apparu dans les années 1970 car comme l'expliquait l'architecte Philip Johnson, « nous étions fatigués de la boîte ». C'est une réaction contre le style international des années 1950/1960. L'un des premiers gratte-ciel qui a marqué les débuts de ce style est la Sony Tower à New York construite en 1984. Il y a dans ce style une rupture avec les lignes purement verticales du style international, une certaine fantaisie, le recours à la décoration, à des formes parfois sculptées, le retour à des éléments appartenant aux grands styles historiques avec en général un niveau de détail plus faible. Ce style s'est répandu dans toute la planète et a remplacé le style international comme style dominant.
Cependant l'examen des diagrammes du site skyscraperpage montre que depuis les années 2010 les formes de ce type de gratte-ciel sont souvent moins recherchées et moins symétriques qu'auparavant.
Parmi les exemples les plus célèbres de ce style ;
- Sony Tower, New York, 1984
- One PPG Place, Pittsburgh, 1984
- Heritage Plaza, Houston, 1987
- Comerica Bank Tower, Dallas, 1987
- JPMorgan Chase Tower (Dallas), Dallas, 1987
- Regions-Harbert Plaza, Birmingham (Alabama), 1989
- Messeturm, Francfort (Allemagne), 1990
- Carnegie Hall Tower, New York, 1991
- Baiyoke Tower II, Bangkok, 1997
- Continuum on south beach, Miami Beach, 2002
- Yass Tower, Dubaï, 2003

Voir aussi Postmodernisme (architecture)

## Style déconstructiviste

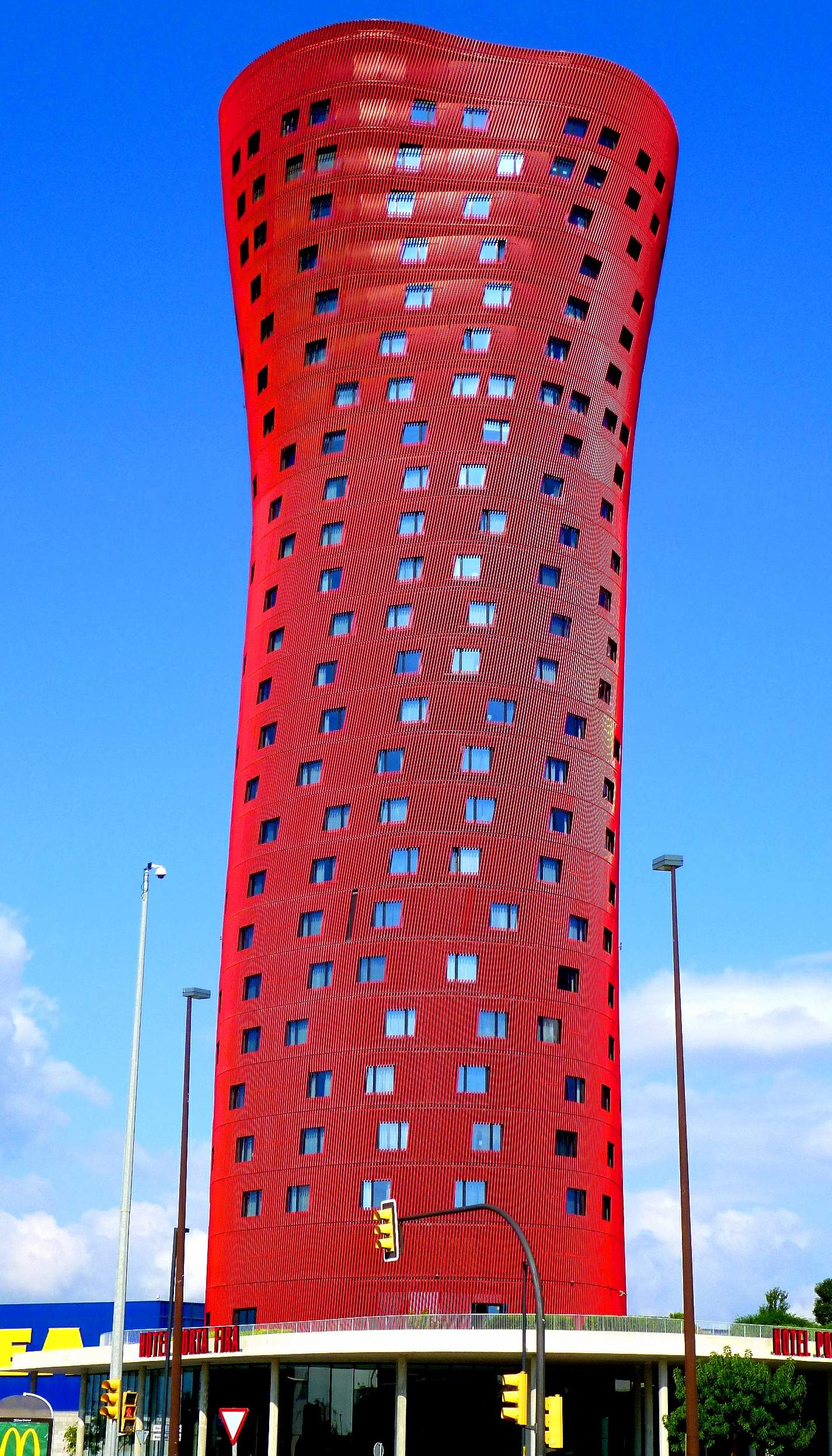
Hotel Porta Fira à L'Hospitalet de Llobregat, style déconstructiviste.

Ce style apparu au début des années 1990 est une réaction contre les formes trop strictes du style international. La forme elle-même du bâtiment, forme souvent audacieuse, est l'un des éléments centraux de ce style qui se caractérise aussi par l'absence d'ornements.
- Sofitel Chicago Water Tower, Chicago, 2002, architecte Jean-Paul Viguier
- Torre de la Rosaleda, Ponferrada, Espagne, 2008
- O-14, Dubai, Émirats arabes unis, 2009
- Bank of America Tower, New York, 2009
- Hotel Porta Fira, L'Hospitalet de Llobregat, 2010
- Tour CMA-CGM, Marseille, France, 2010
- CCTV Headquarters à Pékin, 234 m, 2011
- Al Hamra Tower à Koweit City, 412 m, 2011
- 8 Spruce Street, New York, 2011
- AZ Tower, Brno, République tchèque, 2013
- Tour Majunga, Puteaux, La Défense, 2014, architecte Jean-Paul Viguier

Voir aussi Déconstructivisme

## Style asiatique ou style pagode

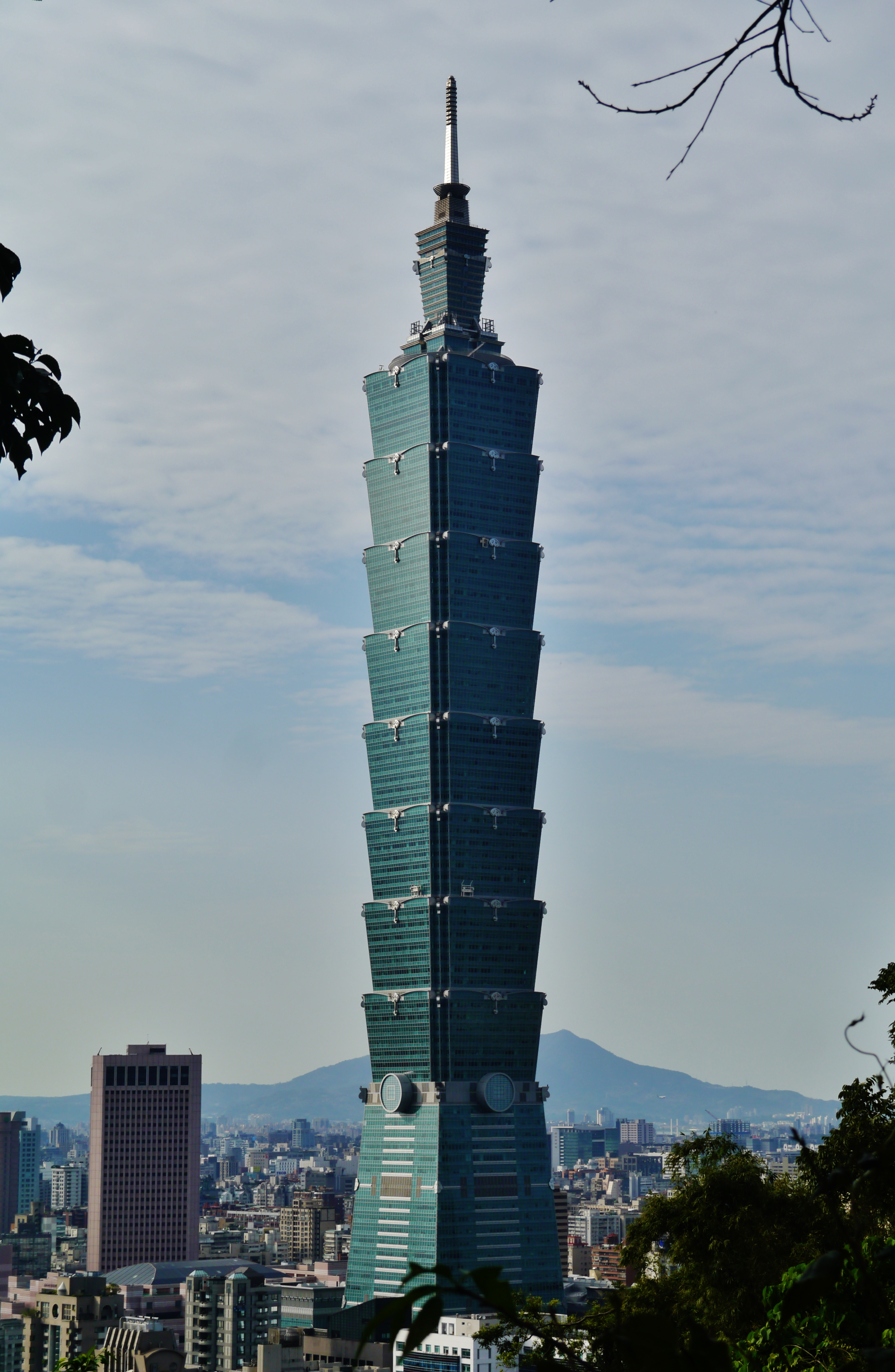
Taipei 101 sur l'île de Taïwan, de style asiatique.

Dans l'Est de l'Asie, monde chinois, Asie du Sud-Est, Japon, certains gratte-ciel s'inspirent des formes traditionnelles de l'architecture japonaise et chinoise avec par exemple une forme en pagode, même si les architectes qui conçoivent ces tours sont parfois occidentaux
- Chang-Gu World Trade Center, Kaohsiung, Taiwan, 1992
- Tours Petronas, Kuala Lumpur, Malaisie, 452 m, 1997
- Tuntex Sky Tower, Kaohsiung, Taiwan, 1997
- Jin Mao Tower, Shanghai, Chine, en pagode, 1998
- Temple bouddhiste Chung Tai, Nantou, Taiwan, 2001
- Taipei 101, Taipei, Taiwan, en pagode, 2004
- Grand Lisboa à Macao (Chine), 2008
- Peking Palace, Astana, Kazakhstan, 2009
- China Water Conservancy Museum, Hangzhou, Chine, 2010
- Greenland Square, Zhengzhou, Chine, 2012
- Skylight Palace, Yulin, Chine

## Style arabo-islamique
Dans certains pays musulmans certains gratte-ciel ont un style qui s'inspire de l'art islamique, avec par exemple une structure supérieure en forme de coupole ou de minaret.

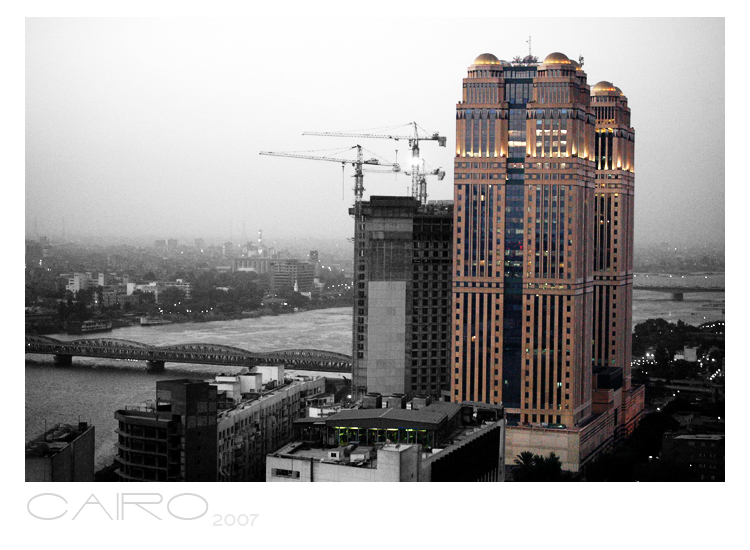
Nile City au Caire, en Égypte, style arabo-islamique.

- Menara Batavia, Jakarta, Indonésie, 1997
- Saeed Tower II à Dubaï, Émirats arabes unis 185 m, 2001
- Nile City tour du nord au Caire, 142 m, 2002
- Qatar Telecom Headquarters, Doha, Qatar, 2004
- Arjaan Hotel à Dubaï, 32 étages, 2008
- Palace Towers à Dubaï, 2009
- Abraj Al Bait Towers, à La Mecque, 485 m, 2012
- Princess Tower, à Dubaï, 414 m, 2012,  plus haute tour d'habitation du monde.
- Elite Residence à Dubaï, 380 m, 91 étages, 2012
- Marina 101 à Dubaï, 412 m, 101 étages, 2014
- Jabal Al Kaaba Hotel à La Mecque, en construction.

Voir aussi ; Arts de l'Islam

## Style néo-académisme français
Ce style est apparu en Asie et en Amérique du nord et du sud à partir du milieu des années 1990. Il reprend certains canons des bâtiments haussmanniens parisiens du second empire notamment au niveau de la toiture. L'architecte américain d'origine française, Lucien Lagrange était un spécialiste de ce type de style.

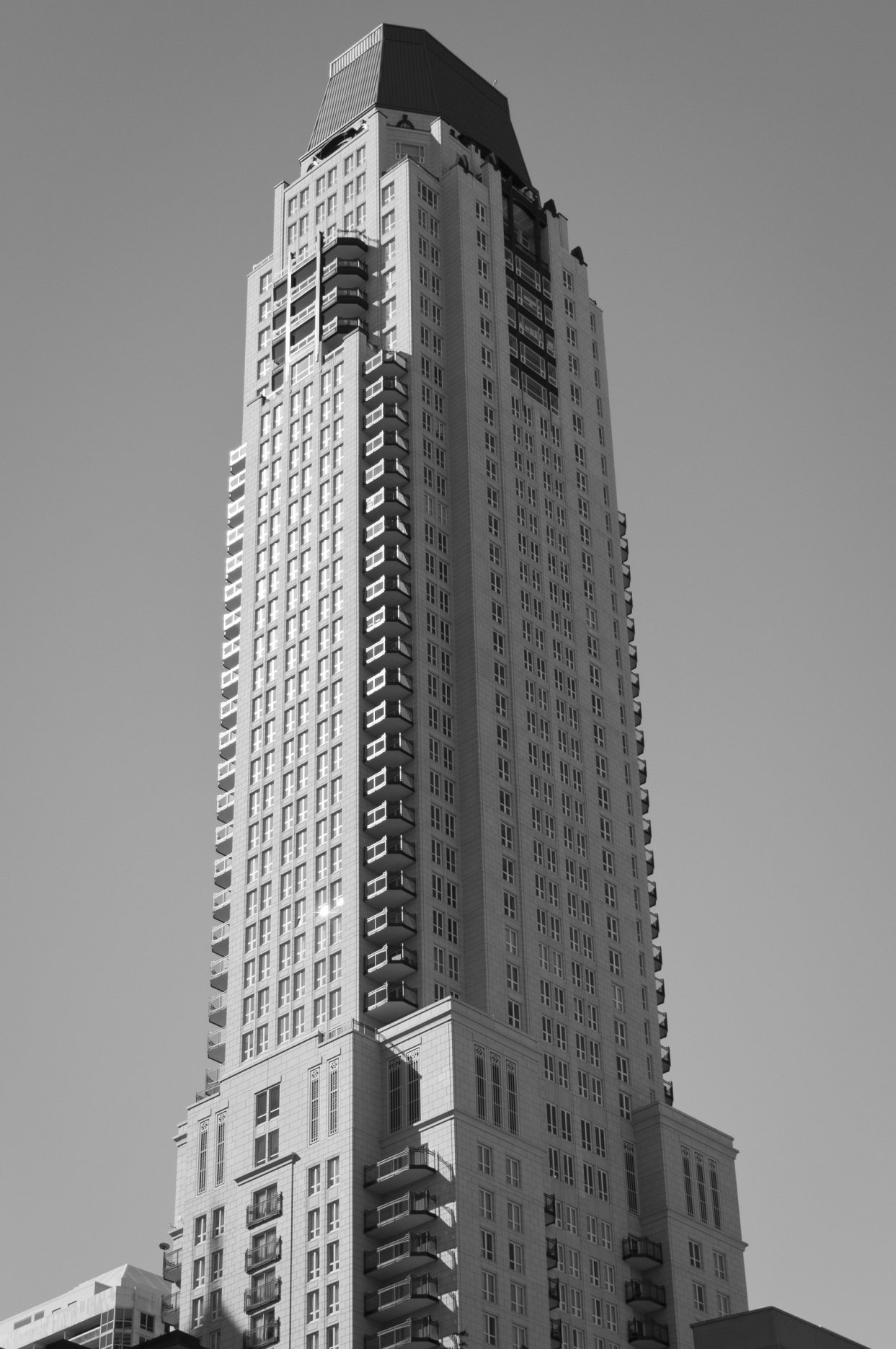
Waldorf Astoria Chicago a Chicago, style néo-académisme français.

- Grand Hi-Lai Hotel, Kaohsiung, Taiwan, 186 m, 45 étages, 1995
- 840 North Lake Shore Drive, Chicago, États-Unis, 100 m, 27 étages, 2004
- The Pinnacle, Chicago, États-Unis, 163 m, 48 étages, 2004
- Huijingfeng, Dongguan, Chine,  100 m, 32 étages, 2005
- The Manor in Hanoi, Hanoi, Vietnam,  105 m, 27 étages, 2007
- Parque Cidade Jardim, Sao Paulo, Brésil, 158 m, 41 étages, 2008
- Chateau Libertador Residence, Buenos Aires, Argentine,  133 m, 48 étages, 2009
- Chateau Puerto Madero, Buenos Aires, Argentine,  156 m, 48 étages, 2010
- Waldorf Astoria Chicago,  Chicago, États-Unis, 209 m, 60 étages, 2010
- Marriott's Grand Chateau, Las Vegas, États-Unis, 113 m, 37 étages, 2011
- The Parisian Macao, Macao, Chine, 151 m, 34 étages, 2016

## Les arches
L'Arche de la Défense est le premier gratte-ciel de l'histoire prenant la forme d'une arche.

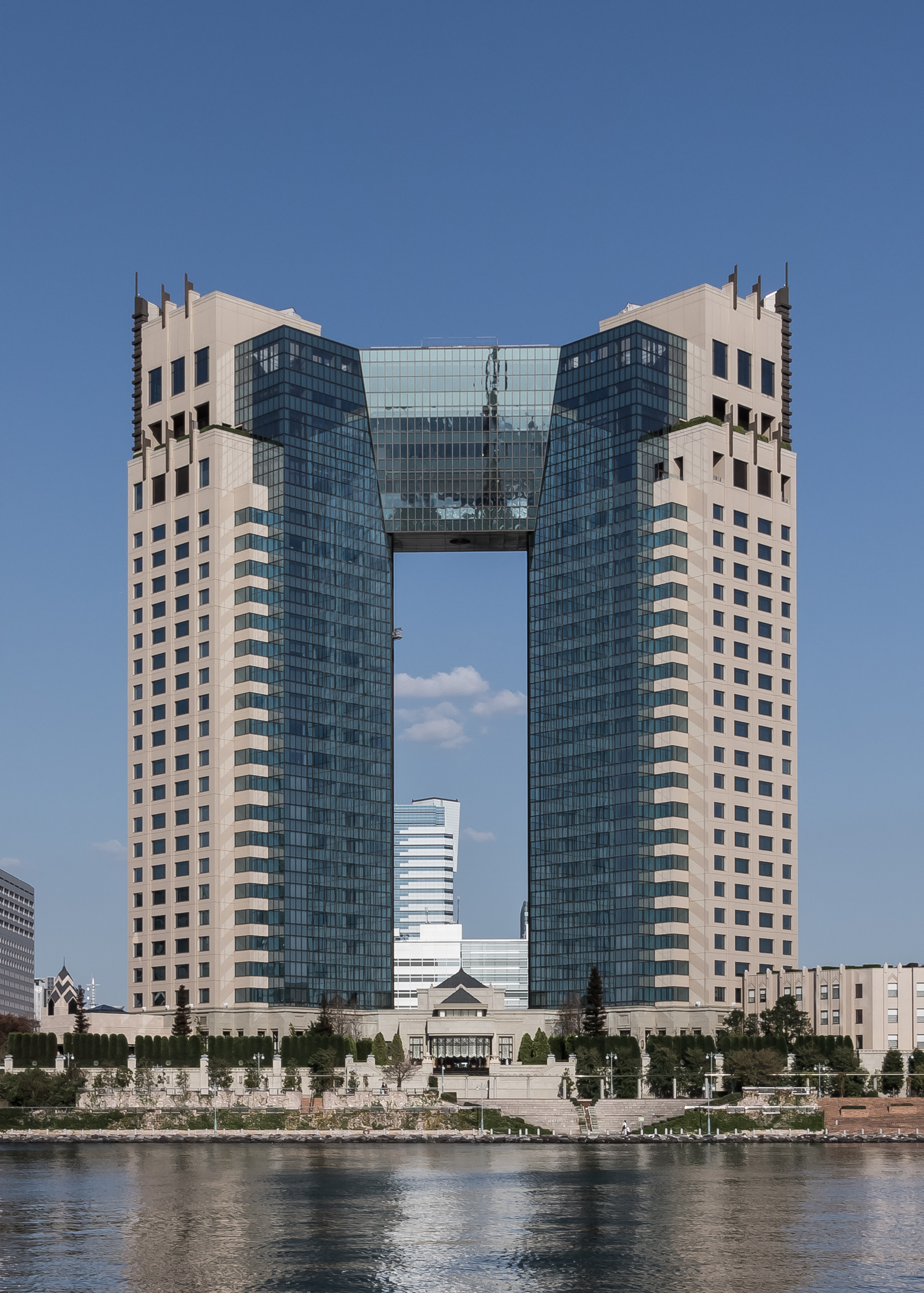
Tokyo Baycourt Club à Tokyo.

Beaucoup d'autres arches ont été construites depuis, par exemple ;
- Arche de la Défense dans la région parisienne, 110 m, 1989
- Umeda Sky Building, Osaka, (Japon), 173 m, 1993
- Kai Xuan Men Mansion, Tianjin, Chine, 145 m, 1994
- Torre Arcos Bosques I à Mexico, 161 m, 1996
- Xuan Gate Building , Shanghai, 118 m, 1997
- Shanghai Securities Exchange Building, Shanghai, 109 m, 1997
- The Arch à Hong Kong, 231 m, 2005
- The Times of Orient Building à Wuxi, Chine, 100 m, 2005
- China Business Plaza à Shijiazhuang, Chine, 100 m, 2005
- Tokyo Baycourt Club à Tokyo, 101 m, 2007
- Zhongtian Plaza à Changsha, Chine, 32 étages, 2008
- CCTV Headquarters à Pékin, 234 m, 2011
- Residencial In Tempo à Benidorm, Espagne, 200 m, 2013
- Gate to the East à Suzhou, Chine, 278 m, 2016

Voir Arche (architecture)

## Formes en arc de cercle

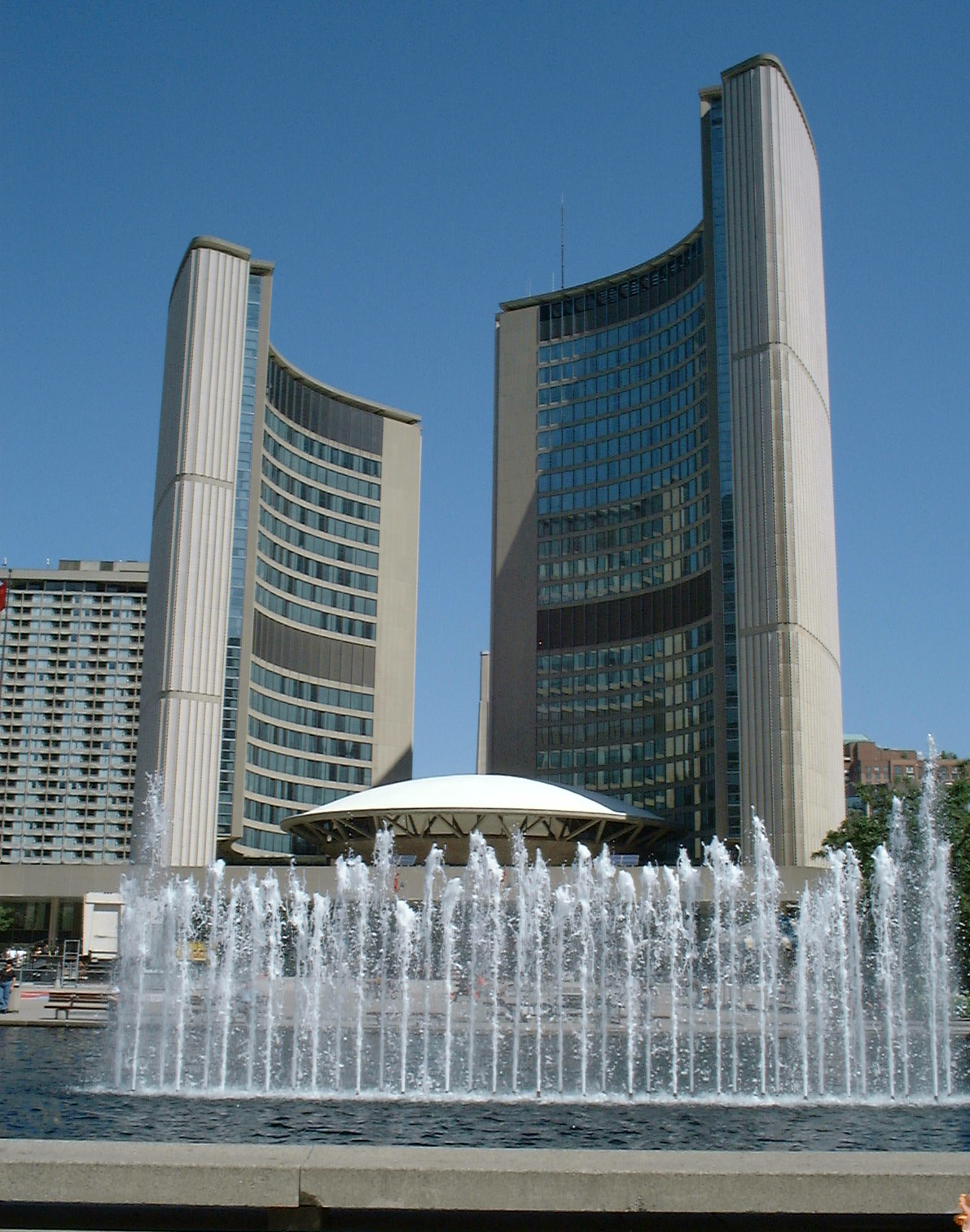
Hôtel de ville de Toronto.

Certains gratte-ciel ont des formes en arc de cercle.
- Hôtel de ville de Toronto, Toronto, Canada, 100 m, 27 étages, 1965
- Grand Hyatt Hotel, Melbourne, Australie, 104 m, 32 étages, 1986
- Yindo Hotel, Zhuhai, Chine, 122 m, 32 étages, 1988
- Rubinstein House, Tel Aviv, Israël, 102 m, 28 étages, 1999
- Stadium Alphaville, Barueri, Brésil, 110 m, 28 étages, 2002
- L'Hotel Repulse Bay, Hong Kong, Chine, 100 m, 28 étages, 2005
- Planet Godrej, Bombay, Inde, 181 m, 51 étages, 2009
- Vdara, Las Vegas, États-Unis, 169 m, 59 étages, 2009
- Aria Resort & Casino, Las Vegas, États-Unis, 183 m, 60 étages, 2009
- The Bow, Calgary, Canada, 237 m, 58 étages, 2012

## Formeshyperboloïdes(en forme de sablier)

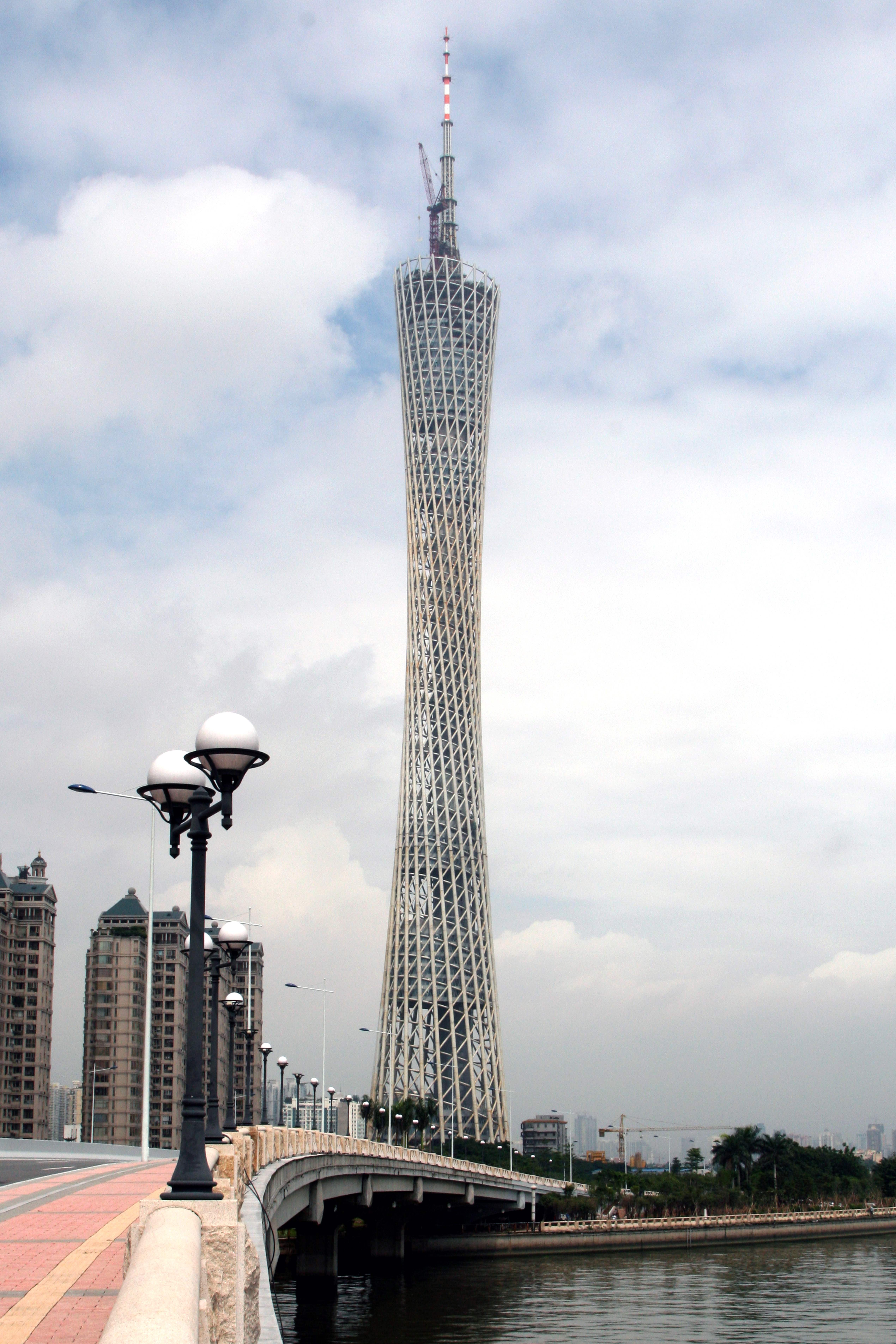
Nouvelle tour de télévision de Canton en 2009, de forme hyperboloïde.

Ces structures offrent une certaine résistance au vent
- Bangunan Tabung Haji à Kuala Lumpur, Malaisie, 152 m, 1984
- Tour Nabemba à Brazzaville, République du Congo, 106 m, 30 étages, 1990
- Stratosphere Tower à Las Vegas, 350 m, 1996
- Aspire Tower à Doha, Qatar, 318 m, 2007
- Tornado Tower à Doha, 200 m, 2008
- Nouvelle tour de télévision de Canton à Guangzhou, Chine, 610 mètres, 2009
- Tour de contrôle de l'aéroport Ben Gourion à Lod, Israel, 100 mètres, 2014

Voir aussi Structure hyperboloïde

## Formes torsadées

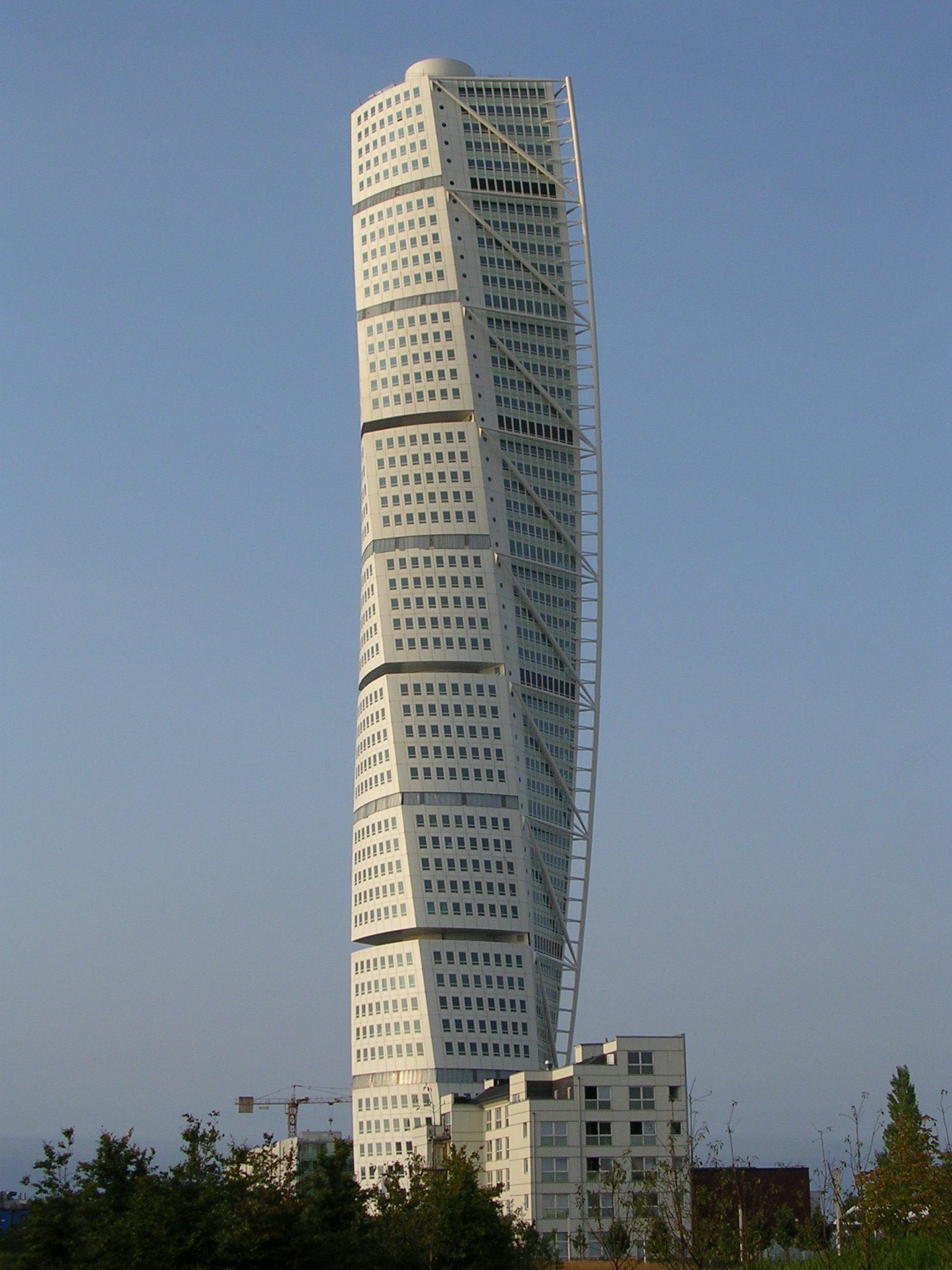
Turning Torso à Malmö en Suède, forme torsadée.

L'architecte espagnol Santiago Calatrava est l'un des grands spécialiste de ce type d'architecture.
- Turning Torso, Malmö, Suède, 2005
- The Wave (tour), Gold Coast, Australie, 2006
- Avaz Twist Tower, Sarajevo, Bosnie, 2008
- Mode Gakuen Spiral, Nagoya, Japon, 2008
- Al Bidda Tower, Doha, 2009
- Al Tijaria Tower, Koweït, 2009
- International Passenger Center, Shanghai, 2010
- Al Hamra Tower, Koweit City, Koweït, 2011
- F&F Tower, Panama, 2011
- Absolute World Tower, Toronto-Mississauga, Canada, 2012
- Cayan Tower, Dubaï, 2013
- The Point, Guayaquil, Équateur, 2013
- Shanghai Tower, Shanghai, 2015

## Formes triangulaires ou pyramidales

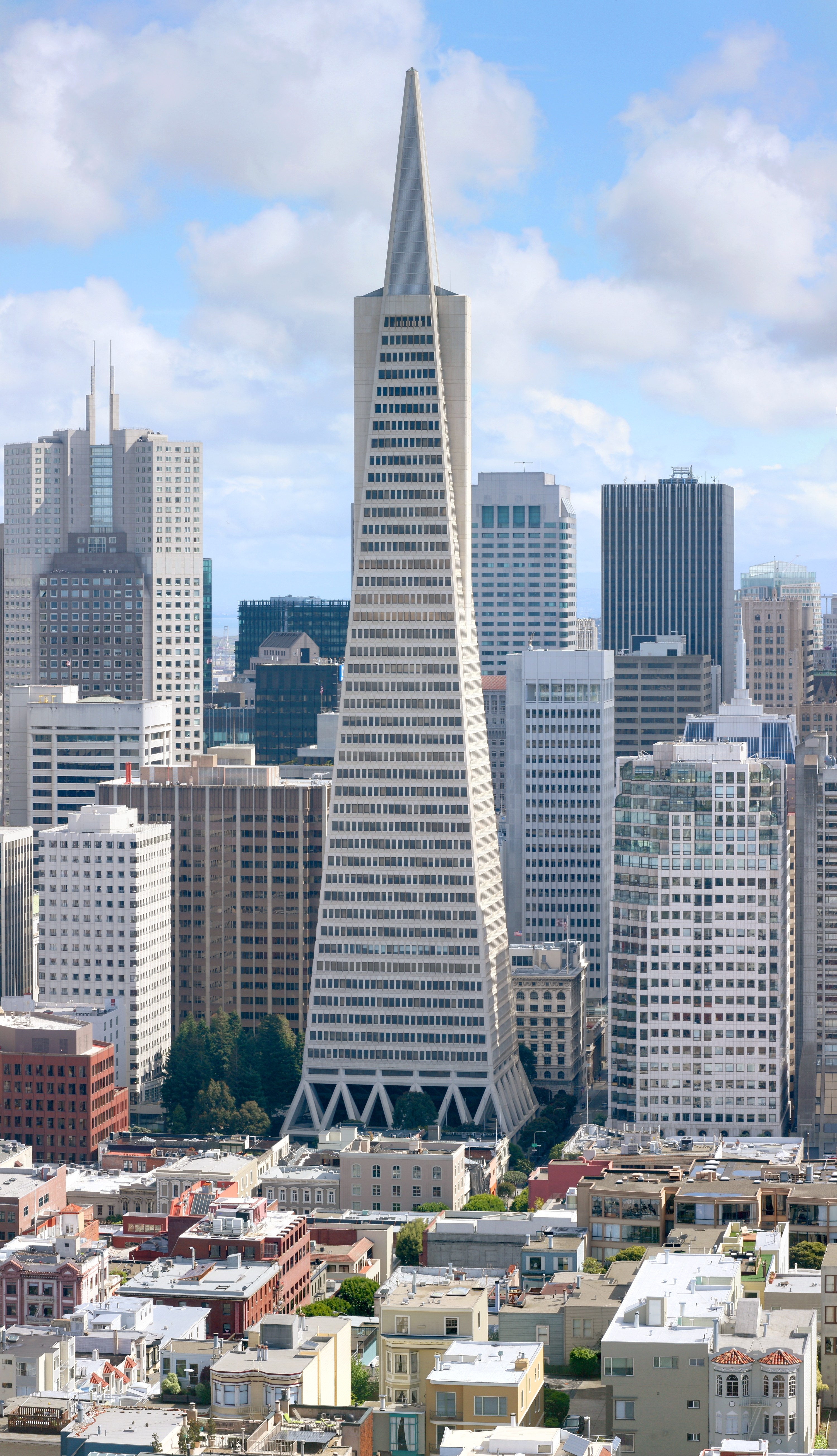
Transamerica Pyramid à San Francisco, de forme triangulaire.

Ce type de forme existe depuis les années 1970 (avec notamment la célèbre Transamerica Pyramid de San Francisco) en Amérique du Nord, en Amérique du Sud et en Asie.
- Torre Insignia, Mexico, 1962
- Transamerica Pyramid, San Francisco, 1972
- Torre La Previsora, Caracas, Venezuela, 1972
- Cathédrale Notre-Dame-de-la-Gloire de Maringá, Maringá, Brésil, 1972
- Luxor Hotel, Las Vegas, 1993
- Post & Telecommunications Center, Tianjin, Chine, 1998
- Raffles Hotel Wafi City, Dubaï, 2007
- Bahrain World Trade Center, Manama, Bahreïn, 2008, tours jumelles triangulaires
- The Shard, Londres, 2013
- Hôtel Ryugyong, Pyongyang, Corée du Nord, 2014
- VIA 57 West, New York, États-Unis, 2016
- Tour Triangle, Paris, en projet

## Formes en voile de bateau
Certains gratte-ciel ont une forme arrondie qui ressemble à une voile de bateau

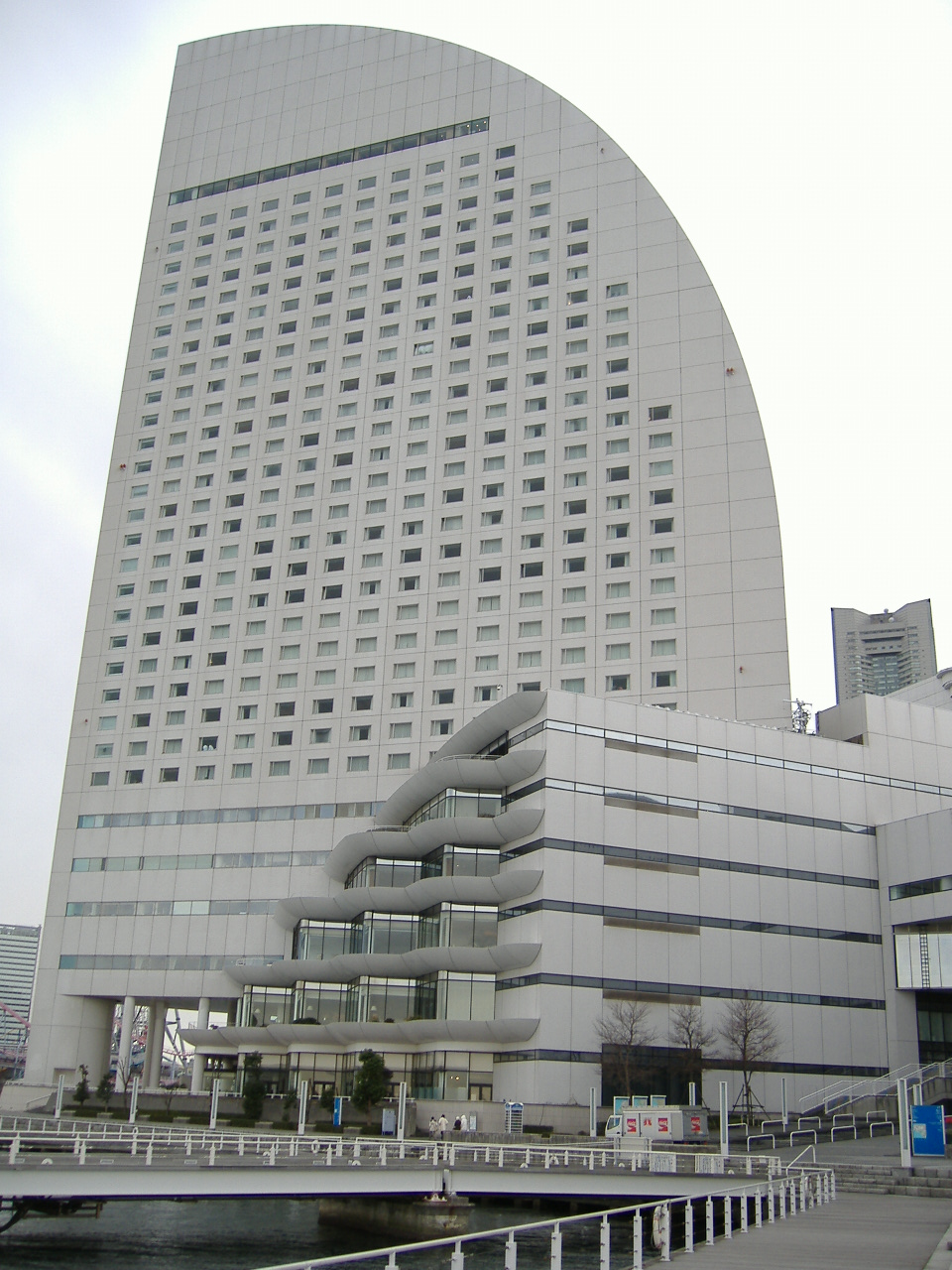
Yokohama Grand Intercontinental Hotel, forme en voile de bateau.

- Yokohama Grand Intercontinental Hotel, Yokohama, Japon, 1991
- Burj-al-Arab, Dubai, Émirats arabes unis, 1999
- Sail Tower, Haïfa, Israël, 2002
- Bayshore Holiday Inn, Dalian, Chine, 2006
- Volzhskie Parusa, Volgograd, Russie, 2008
- Blue Sky Tower, Oulan-Bator, Mongolie, 2009
- HNA Building à Haikou, Chine, 2010
- Trump Ocean Club International Hotel & Tower, Panama, 2011
- Woqod Tower, Doha, Qatar, 2012
- Yyldyz, Achgabat, Turkménistan, 2013

## Formes elliptiques
Certains gratte-ciel ont une forme en ellipse, c’est  dire en ovale

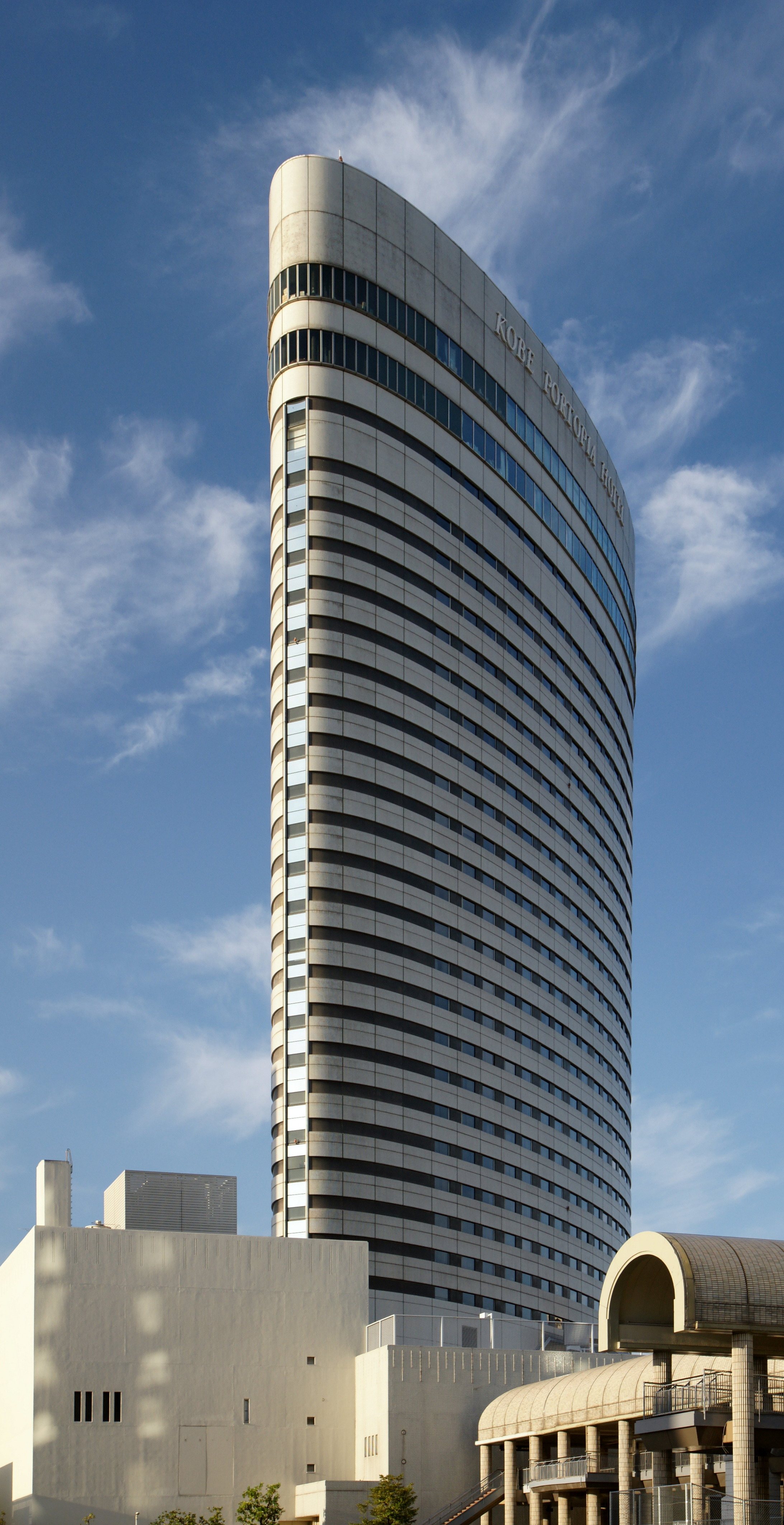
Kobe Portopia Hotel situé à Kobe, forme elliptique.

- Kobe Portopia Hotel, Kobe, Japon, 1981
- Shangri-La Hotel, Hong Kong, 1991
- The Ellipsis, Hong Kong, 1998
- Enterprise Square 3, Hong Kong, 2004
- Covent Garden, Bruxelles, 2007
- Sheraton Shanghai Pudong Hotel & Residences Tower 1 à Shanghai en 2007.
- Tour Sequana, Issy-les-Moulineaux, France, 2010
- The Ellipse 360 Tower, Taipei, Taiwan, 2012
- Wenbo Tower, Shenzhen, Chine, 2016

## Formes à base rétrécie
Certains gratte-ciel ont une base qui est plus étroite que le corps principal du bâtiment.
- Rainier Tower, Seattle, États-Unis, 1977
- Kwa Dukuza Egoli Hotel Tower 1, Johannesburg, Afrique du Sud, 1985
- China Merchants Tower, Shenzhen, Chine, 2013
- C&D International Tower, Xiamen, Chine, 2013
- Banco de la Nación - Centro de Convenciones, Lima, Pérou, 2015

## Formes avec une ouverture au sommet

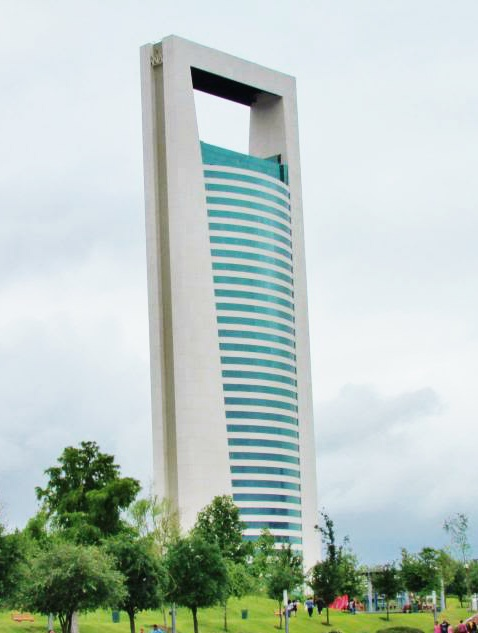
Torre Civica au Mexique, forme avec ouverture au sommet.

Certains gratte-ciel ont une ouverture au sommet
- National Commerce Bank, Djeddah, Arabie Saoudite, 1984
- JPMorgan Chase Tower, Dallas, États-Unis, 1987
- Tour Trianon, Francfort-sur-le-Main, Allemagne, 1993
- Jong-ro Tower, Seoul, Corée du sud, 1999
- Kingdom Centre, Riyad, Arabie saoudite, 2002
- Chelsea Tower, Dubai, Emirats Arabes Unis, 2005
- Shanghai World Financial Center, Shanghai, Chine, 2008
- Tour Cepsa, Madrid, Espagne, 2008
- Torre Civica, Monterrey, Mexique, 2010
- People's Daily New Headquarters, Pékin, Chine, 2015
- ADNOC Headquarters, Abou Dabi, Emirats Arabes Unis, 2015
- Studio City (Macao), Macao, Chine, 2015

## Formes avec jupes
Dans les années 1960 et les années 1970 aux États-Unis sont apparus des gratte-ciel avec à la base des formes incurvées vers l'extérieur, en forme de jupe. 

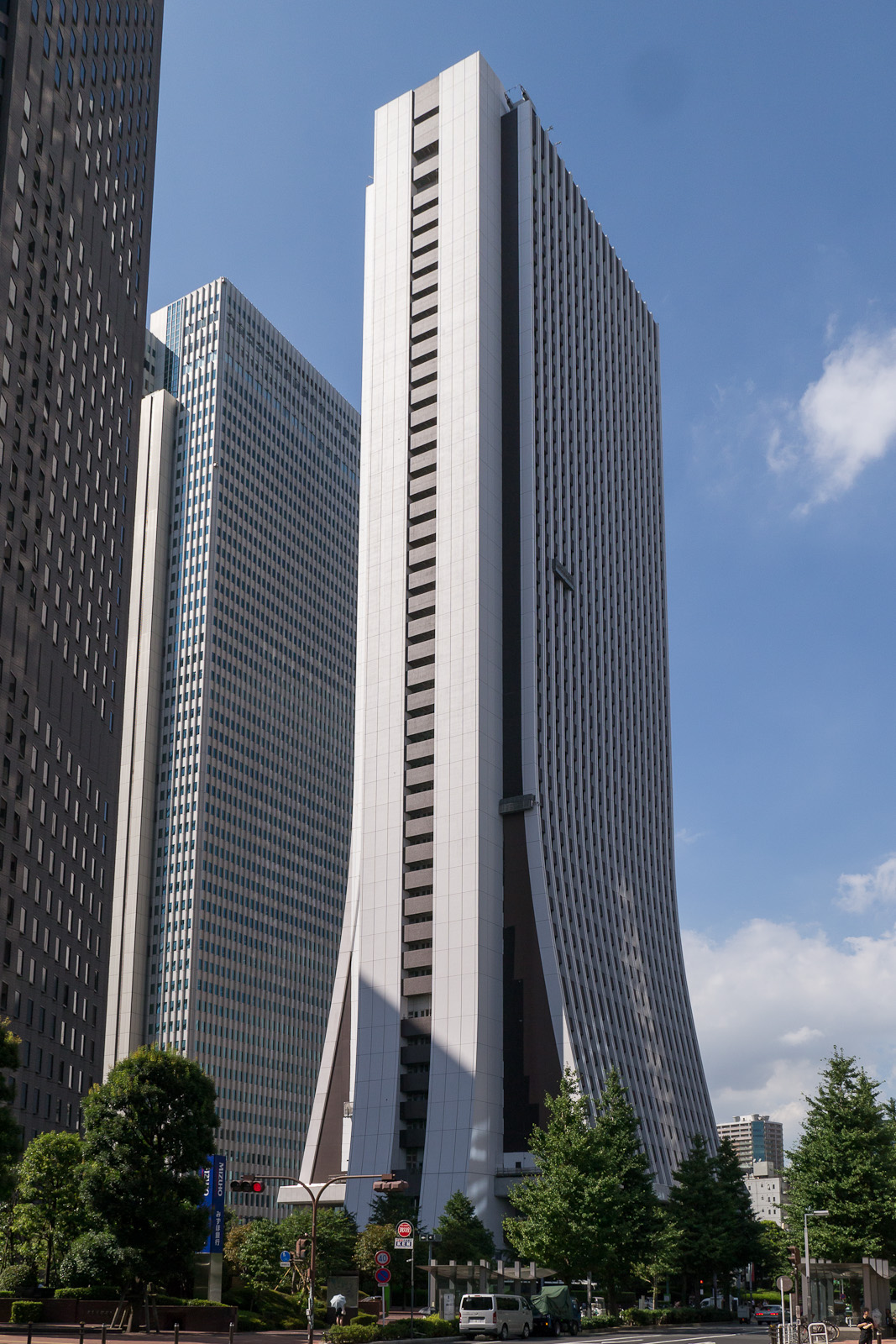
Shinjuku Sompo Japan Building, forme avec jupes.

- Chase Tower, Chicago, États-Unis, 1969
- Hilton San Francisco Financial District, San Francisco, États-Unis, 1971
- Solow Building, New York, États-Unis, 1974
- Wells Fargo Center, Jacksonville, États-Unis, 1974
- Hilton Atlanta Hotel, Atlanta, États-Unis, 1974
- Shinjuku Sompo Japan Building, Tokyo, Japon, 1976
- DLI 63 Building, Séoul, Corée du sud, 1985

## Gratte-ciel avec plusieurs flèches
Certains gratte-ciel sont surmontés de deux ou trois flèches.
- The O'Quinn Medical Tower at St. Luke's, Houston, États-Unis, 1990
- Melbourne Central Shopping Centre, Melbourne, Australie, 1991
- AT&T Building, Nashville, États-Unis, 1994
- China Insurance Building à Shanghai, Chine, 1999
- Mantra Sun City, Gold Coast, Australie, 1999
- Taizhou Telecom Tower, Taizhou  (Jiangsu)[réf. nécessaire], Chine, 2001
- Oasis Hotel, Qinhuangdao, Chine, 2002
- NTT DoCoMo Kawasaki Building, Kawasaki, Japon, 2002
- Jamieson Place, Calgary, Canada, 2010
- Red Big Pearl, Jilin, Chine, 2012

## Formes insolites
Depuis les années 1990, certains gratte-ciel ont adopté des formes insolites qui ne correspondent à aucun style connu auparavant.
- Centro Bursatil à Mexico, 1990

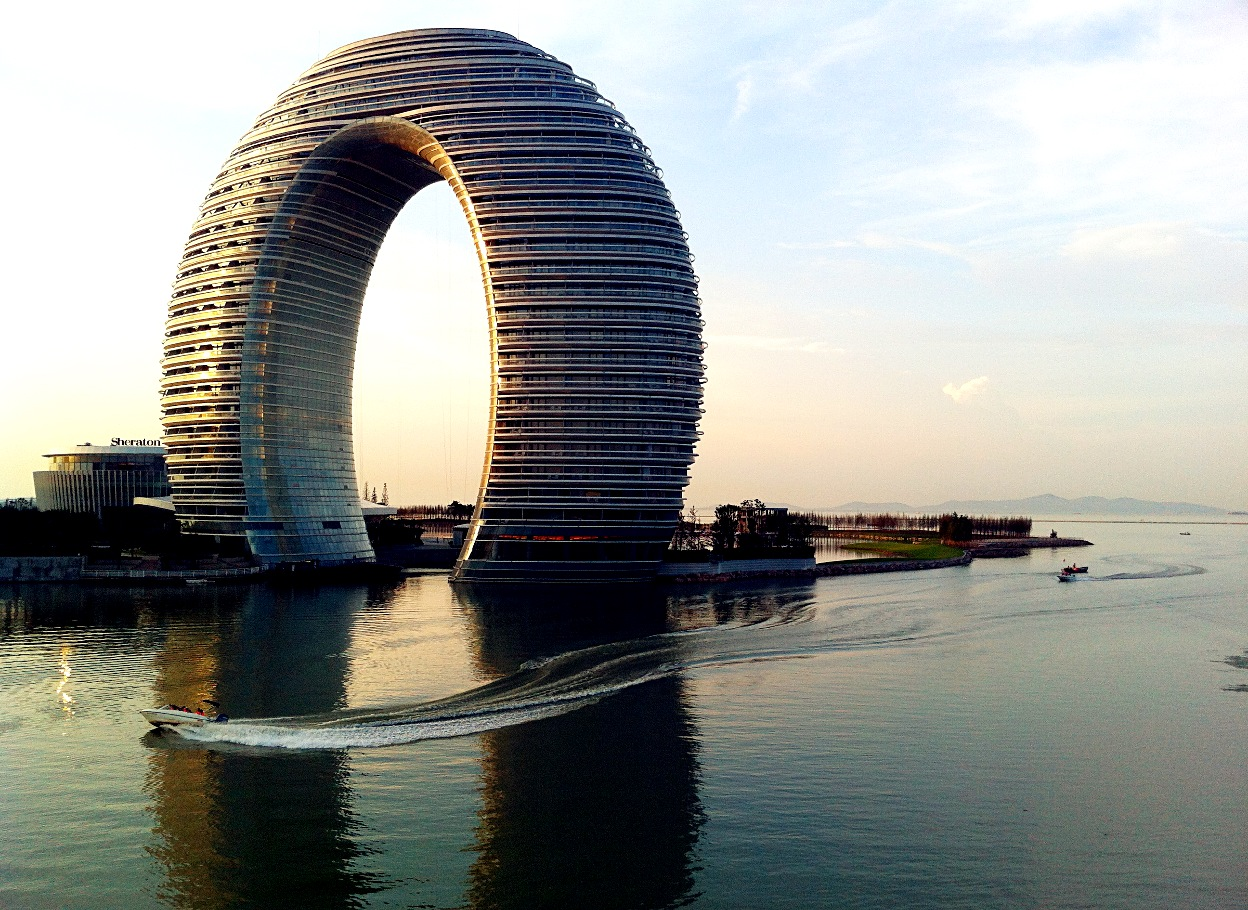
Huzhou Sheraton Resort & Spa, Huzhou, Chine.

- Tour de Lille à Lille (France), 1995
- National Bank of Dubai Building à Dubaï, 1998
- Fangyuan Mansion à Shenyang (Chine), 2001 (en forme de disque)
- Trump International Sonesta Beach Resort à Miami, 2003
- Chongqing Clerk Office Building, Chongqing, Chine, 2003
- Etisalat Tower 2 à Dubaï, 2007
- Capital Gate à Abou Dabi, 2010, (tour inclinée)
- Aldar Headquarters à Abou Dabi, 2010, (en forme de disque)
- Huzhou Sheraton Resort & Spa, Huzhou, Chine, 2013 (en forme d'anneau)
- Guangzhou Circle, Guangzhou, Chine, 2013 (en forme d'anneau)
- Seminole Hard Rock Hotel & Casino Hollywood, Hollywood (Floride), agglomération de Miami, États-Unis, 2019 (en forme de guitare)